# 中部国際空港
中部国際空港（ちゅうぶこくさいくうこう、英: Chubu Centrair International Airport、IATA: NGO, ICAO: RJGG）は、中部地方の愛知県常滑市にある24時間運用可能な国際空港であり、空港法第4条で法定された拠点空港（会社管理空港）でもある。セントレアの愛称を持つ。

## 概要

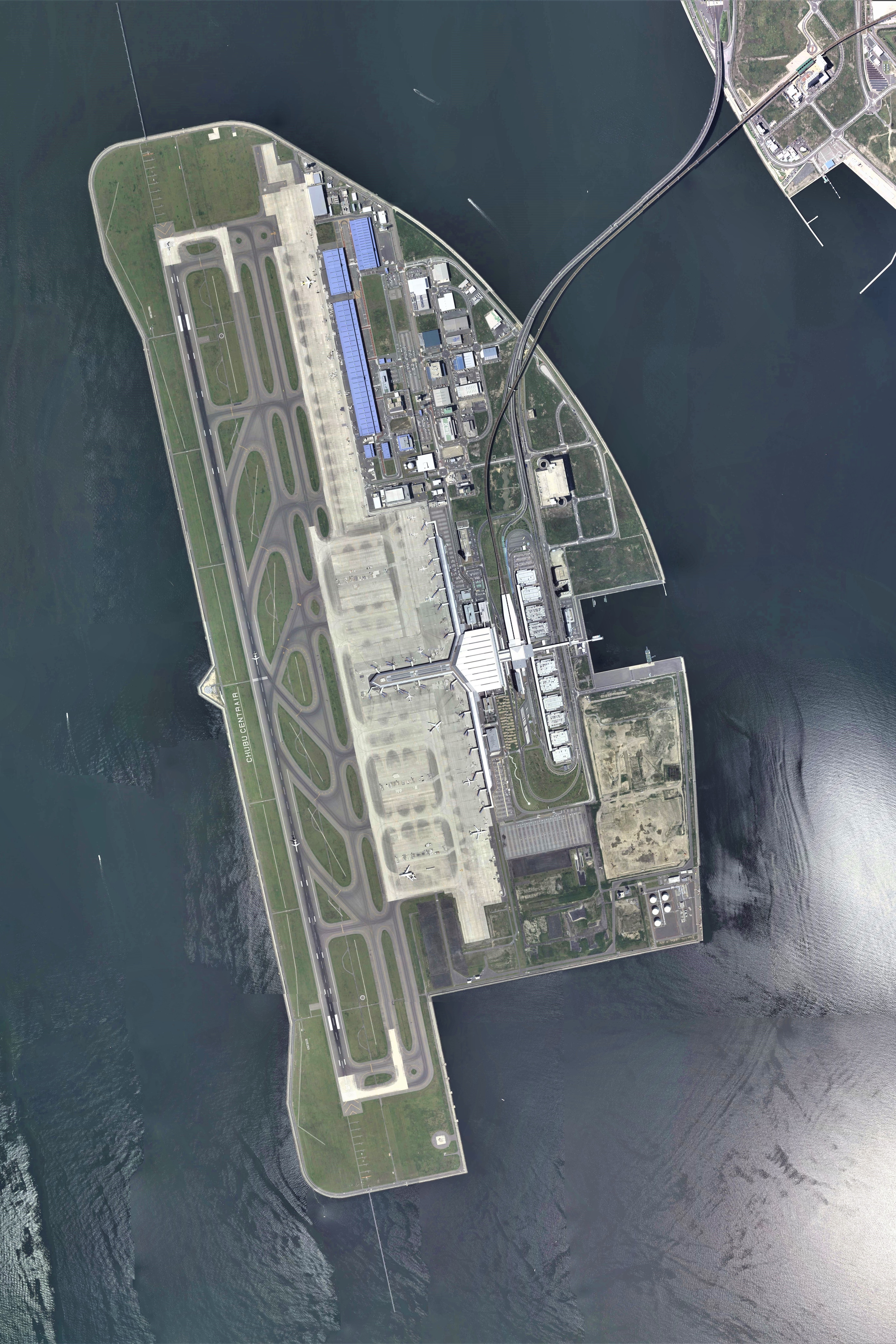
中部国際空港周辺の空中写真。2010年撮影の18枚を合成した。
。

愛知県名古屋市の中心部から南へ約35km、知多半島の愛知県常滑市の沖合約1.5kmの伊勢湾海上の人工島に位置し、24時間運用可能な長さ3,500mの滑走路を有する、関西国際空港に次ぐ国内第2の海上国際空港として2005年2月17日に開港した。東京国際空港（羽田空港）、成田国際空港、関西国際空港とともに国際航空路線に必要な国際拠点空港としてその航空需要を担うことを国の航空政策上位置づけられている。
国際航空運送協会（IATA）より混雑空港として国内の新千歳空港と共にレベル2の指定を受けている。IATA空港コードはNGOで、開港前に名古屋空港で使われていた物を継承している。なお、新たに名古屋空港で用いられる空港コードはNKMである。
航空業界の格付会社であるスカイトラックスの空港総合評価調査において、空港施設・空港スタッフなどによるサービス提供レベルが世界最高水準である「5スターエアポート」（THE WORLD'S 5-STAR AIRPORTS）として認定されている。また、2019年3月、スカイトラックスは、世界の空港を格付けする「ザ・ワールズ・ベスト・エアポーツ・オブ・2019」において、2018年の第7位から順位を上げて香港国際空港に次ぐ第6位として選出し、「世界一の地方空港」にも選出した。
建造物の評価では、第1ターミナル（T1）が、ユニバーサルデザインの実践などが評価され2005年度のグッドデザイン賞（建築・環境デザイン部門 - 建築デザイン）受賞作品である。
愛称である「セントレア (Centrair)」 は、英語で「中部地方」を意味する"central"と「空港」を意味する"airport"を組み合わせた造語で、一般公募の中から選ばれた。商標として登録されており（商標登録番号:第4566713号ほか）、空港島の住所表記（町名）や空港内の施設名称などに付されている。また、飛行場名標識に必要となる空港の英語名称にも使用されていることから、航空交通管制における当空港の無線交信における呼出名称にも「セントレアタワー」「セントレアアプローチ」のように使用されており、呼出名称に空港設置以前からの地名でない名称を使用している国内唯一の事例である。略称として中部空港、中部と称されることもあるほか、時刻表や発着案内において都市名と併記する際は名古屋空港と明確に区別するため、「名古屋（中部）」などと記述される。

## 統計

### 利用者数
元のウィキデータクエリを参照してください.

年間旅客数（国土交通省発表）は、11,523,157人(国内：5,975,299人、国際：5,547,858人（2017年度）)、2017年（平成29年）度空港別乗降客数国内順位は、国内＋国際：8位、国内：8位、国際：5位。
愛・地球博（2005年日本国際博覧会）開催に合わせて開港し、開港した2005年度の年間利用客数1,200万人超をピークに、2008年のリーマン・ショックに加え底となった2011年度は900万人を割っていた。それ以降は格安航空会社 (LCC) の就航や訪日外国人旅客の増加により、2015年度の実績では2008年度以来7年ぶりに1000万人台に回復し、2019年度には1200万人台に達した。
国内線は19都市88便/日（最大）、国際線は34都市 408便/週、貨物専用便は29便/週が就航している（2019年夏ダイヤ）。

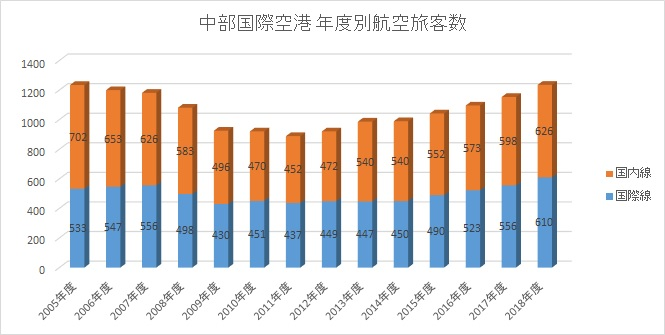

### 国内線統計
| 行き先     | 旅客数    | 国内線順位 |
| ---------- | --------- | ---------- |
| 新千歳空港 | 約140万人 | 上位14位   |
| 那覇空港   | 約125万人 | 上位18位   |
| 福岡空港   | 約093万人 | 上位29位   |

## 歴史

### 計画
愛知県の主要空港として用いられてきた名古屋空港は、21世紀初頭には空港容量が限界に達すると予測されたものの、市街地に立地するために、空港の拡張が困難であるだけでなく、航空機の騒音も問題とされるため離着陸可能時間に制約が設けられている。これでは国際拠点空港として持つべき機能とされる「24時間フル運用が可能である」という必須要件が実現できないため、当時、さらに増大が見込まれていた航空需要に対応するには、24時間利用可能な新空港の建設が必要と考えられた。
このような背景で中部国際空港は、21世紀の中部圏などの航空需要に対応すべく、第7次空港整備五箇年計画で成田国際空港、関西国際空港に続く国際拠点（ハブ）空港として位置づけられた。中部国際空港株式会社および愛知県企業庁が、常滑市沖の伊勢湾の海域の一部を埋め立てて人工島を造成し、空港用地、地域開発用地などを整備した。空港建設事業については、1999年7月に環境影響評価の手続きが完了し、2000年6月の公有水面埋立法に基づく免許が中部国際空港株式会社などに与えられ、2000年8月に着工し、2005年2月に開港した。

### 年表

#### 開港まで
- 1985年（昭和60年）： 中部空港の建設に向けた調査を開始[22]。
- 1989年（平成元年）3月： 3県1市首長懇談会開催 「伊勢湾東部の海上」を候補地とすることで合意（候補地として絞り込んだ海上の「伊勢湾東部」・「伊勢湾西部」・「伊勢湾北部」・「三河湾」の4か所から「伊勢湾東部」の常滑沖が選定された[23]）。
- 1991年（平成3年）： 第6次空港整備五箇年計画で調査事業となる。
- 1996年（平成8年）
  - 8月22日： 日本初の夜間騒音・飛行テストを実施（1回目は昼間で1995年12月）。
  - 11月26日： 第7次空港整備五箇年計画に大都市圏拠点空港としての整備が記載される。
- 1997年（平成9年）： 政府予算に中部国際空港事業費が盛込まれる。
- 1998年（平成10年）5月1日： 中部国際空港株式会社設立。
- 2000年（平成12年）
  - 8月1日： 先に漁業補償が妥結したことを受け[24]、空港島の護岸工事の着手を皮切りに、空港島の本格着工が始まる[25]。
  - 8月19日： 中部国際空港起工式[26]。
- 2001年（平成13年）： 空港島埋立工事に着工。
- 2002年（平成14年）1月6日： ターミナルビル着工。
- 2004年（平成16年）
  - 5月21日： 中部国際空港開港記念5百円銀貨幣発行の発表（財務省）[27]
  - 6月24日： 国土交通省航空局の飛行検査用航空機が飛行場検査のため初着陸。
  - 10月1日： 大阪航空局中部空港事務所内に中部FSC設置。
  - 10月5日： ターミナルビル竣工。（鉄骨造り・地上4階建て・総床面積219,224.77m2）
  - 11月13日： 「第1回セントレア大見学会」が開催。
- 2005年（平成17年）
  - 1月29日： 名古屋鉄道空港線が開業。空港特急「2000系ミュースカイ」車両を導入。知多半島埋立地側には「りんくう常滑駅」を設置。
  - 1月30日： 知多半島と空港島を結ぶ一般有料自動車道セントレアラインが開通。
  - 2月1日： 特殊切手「中部国際空港開港記念」の発行[28]
  - 2月12日： 訓練のため全日本空輸機が旅客機として初着陸[29]。
  - 2月14日： ミュンヘン国際空港（ドイツ）と姉妹提携締結[10]。

#### 開港後
- 2005年（平成17年）
  - 2月17日： 中部国際空港開港。3月25日に開幕する2005年日本国際博覧会（愛・地球博）の空の玄関口としての役割も担った[5]。
  - 9月27日： 愛・地球博のアメリカ館に展示されたライト兄弟の1902年製グライダーレプリカが、4Fスカイタウンのシンボルとして設置。
  - 10月3日： 「中部国際空港旅客ターミナルビル」がグッドデザイン賞（建築・環境デザイン部門 - 建築デザイン）を受賞[12]。
  - 11月5日： 旅客ターミナルビルへ来港者数が1500万人到達。
- 2006年（平成18年）
  - 8月1日： 国際線制限エリア内12番ゲート付近にあるビジネスコーナーに無料インターネット用パソコンを4台追加設置。
- 2007年（平成19年）
  - 1月10日： ボーイング787の航空機部品輸送専用貨物機「ボーイング747-400LCF」が初飛来[30]。
  - 8月10日： 立体駐車場P1のA棟・B棟を供用開始。駐車スペースとして1300台分を増設し、合計約5800台分を確保。
  - 11月14日： スカイマークが2008年度を目途に中部国際空港への就航を発表。
- 2008年（平成20年）
  - 2月25日： ACI（国際空港評議会）監修による顧客サービスに関する国際空港評価「ASQ（Airport Service Quality）」の旅客数規模別（年間500万人-1500万人カテゴリー）にて顧客満足度（CS）3年連続世界NO.1空港に選出される。
  - 10月18日： 空港見学ツアーの参加者が10万人に到達。
- 2009年（平成21年）
  - 2月12日： 計器着陸装置（ILS）のうち36ILS（南側進入）のカテゴリー（CAT）をIIIBに移行[31]。
  - 9月1日： 「国際ビジネスジェット格納庫」の供用開始[32]。
  - 10月28日： 中国東方航空が南京線を開設。
- 2010年（平成22年）
  - 1月20日： トライアスロン国際大会「アイアンマン70.3セントレア常滑ジャパン」がセントレア開港5周年記念事業イベントとして開催を発表。
- 2011年（平成23年）
  - 7月1日： アイベックスエアラインズが仙台、大分線を開設。CRJ700型機で当空港初のエプロン歩行搭乗と小型ジェット着陸料割引措置を実施。
  - 7月10日： 愛知県で主翼を生産しているボーイング787が、「里帰り」記念の初飛来。さらに主翼を米国まで輸送しているB747LCF「ドリームリフター」も、ドリームライナーのお披露目に合わせて同時飛来[30]。
  - 11月10日： ACI（国際空港評議会）が選ぶ「エクセレントエアポート（Director General's Roll of Excellence）」賞をシンガポール・チャンギ空港などとともに受賞。
- 2012年（平成24年）
  - 1月23日： 国土交通省中部運輸局および北陸信越運輸局が主導し、中部北陸9県関連団体が共同参加する中華圏からの観光客誘致を狙った「昇龍道」プロジェクト共同記者会見を開催[33]。2015年には海外からのインバウンドを推進するために、観光庁が全国で7つの主要観光ルートを選定した際に、中部地方からは伊勢神宮や世界遺産白川郷および飛騨高山を含むこの「昇龍道」プロジェクトが選抜され、国から正式に認定される[34]。
  - 8月14日： 開港以来の総来港者数が1億人を突破。
  - 9月10日： 新たにターミナルビル1階ウエルカムガーデン・2階到着エリア（国際、国内）・4階スカイタウンで無料Wi-Fiサービスを利用可能となる。
  - 10月1日： 名鉄バスによる空港と名古屋市内中心部（錦通り本町経由栄・伏見地区）のホテルを結ぶ直行リムジンバスが3か月間試験運行される。
- 2013年（平成25年）広告として設置された忍者のマネキン

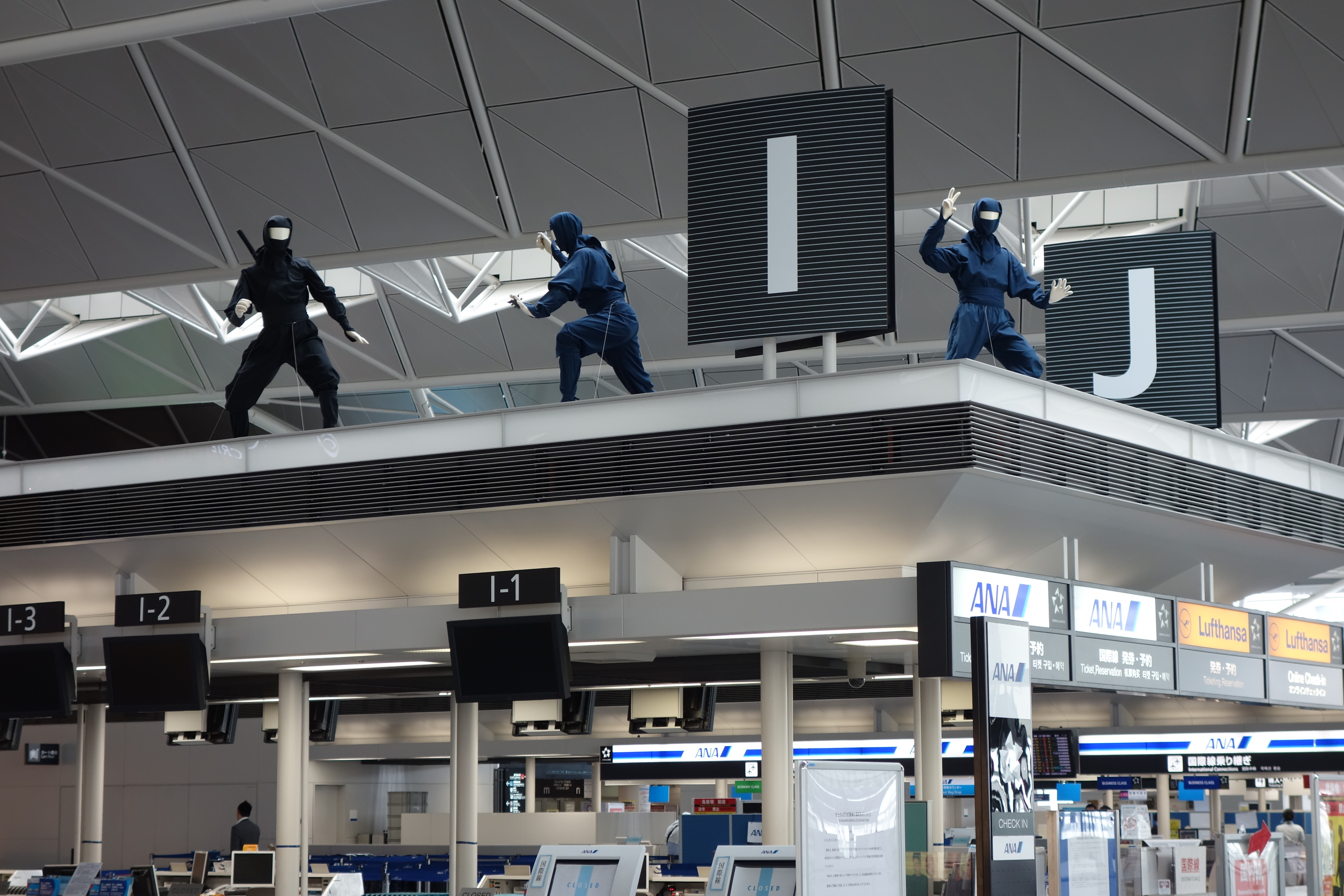
広告として設置された忍者のマネキン

  - 5月23日 - 10月30日： 三重県観光キャンペーンの広告の一環として、マネキン人形による伊賀流忍者が出発ロビー各所に設置。
- 2014年（平成26年）
  - 3月8日： 三重県津市からの高速定期船「津エアポートライン」が通常運行再開。
  - 12月21日： タイ国際航空がバンコク線の運航機材をボーイング787-8型機に変更。中部国際空港発着の定期国際線において787型機での運航はこれが初めてとなる。
- 2015年（平成27年）
  - 2月17日： 空港開港10周年を記念した限定グッズの販売やフェア、各種記念行事の開催[35]。オリジナルフレーム切手「中部国際空港開港10周年記念」が愛知県内の郵便局で限定発売開始[36]。
  - 2月22日： 開港10周年と愛・地球博開催10周年の合同祝賀イベントが開催された。
  - 3月12日： 空港格付け会社スカイトラックス社が発表した「ワールドベストエアポート2015」で、「世界第7位」の国際空港に選ばれる。この年の日本からのトップ10入りは羽田空港と中部国際空港のみであった。
  - 6月22日： B787シリーズの初号機の機体番号「ZA001号機」が、ボーイング社から寄贈され、中部国際空港に到着[37][38]。
- 2017年（平成29年）
  - 2月17日： 空港格付け会社スカイトラックス社が、中部国際空港を「5スターエアポート」（世界最高水準の空港施設・空港スタッフを擁する空港）として認定[11][39]。
- 2018年（平成30年）
  - 9月5日: 台風21号の影響で関西国際空港が一時閉鎖となったことを受け、臨時便の受け入れを開始。
  - 10月12日：B787初号機をテーマとした商業施設「FLIGHT OF DREAMS」が開業。
- 2019年（令和元年）
  - 8月30日：愛知県国際展示場（Aichi Sky Expo）が空港島内に開業[40]。
  - 9月20日：第2ターミナル（T2）の供用開始[41]。
- 2020年（令和2年）
  - 2月17日：開港15周年記念オリジナルフレーム切手の販売開始及び小型記念日付印の押印サービスの提供開始[42]
  - 4月10日 - 6月18日：LCC全便運休に伴い第2ターミナルを休館[43]。
- 2021年（令和3年）
  - 5月9日：第1ターミナル3階で開港時から営業していた展望レストラン「アリスダイニング」が閉店[44]。
  - 8月6日：英国の航空業界専門格付会社SKYTRAXが実施した国際空港評価「World Airport Awards 2021」において、「Regional Airport」、「Regional Airport Asia」ならびに「旅客数規模別」の3部門で世界第1位を獲得した[45]。
  - 10月1日：中部空港事務所中部飛行援助センターを廃止。能登空港・福井空港のリモート管制を大阪国際空港に、航空管制運航情報官業務の一部を関西国際空港に移管。
  - 12月22日：航空気象の自動化実施(実施時間：23時～5時59分(Z))
- 2023年（令和5年）
  - 4月10日:天津航空が中部-天津線の運行再開。新型コロナウイルス流行以降3年2ヶ月振りとなる初の中国本土路線の再開である[46]。
- 2025年（令和7年）
  - 2月17日:開港20周年を迎え各種催事を開催[47]。また同日に国土交通省が2025年度に計画する滑走路増設工事の着工を許可したと発表。供用開始は28年3月31日の予定[48]。

## 今後の機能強化計画・構想

### 新ターミナル整備

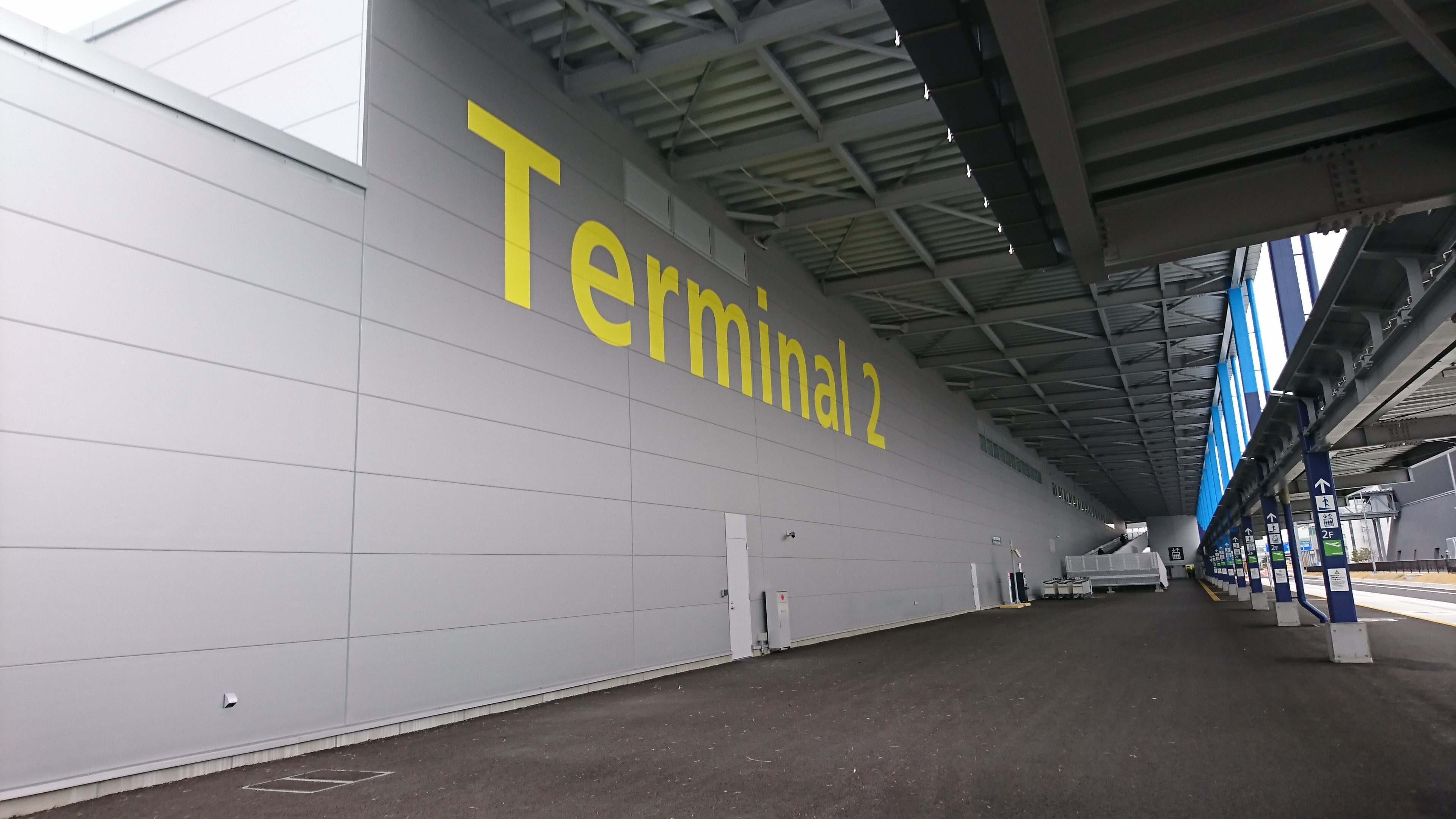
セントレア第2ターミナルビル

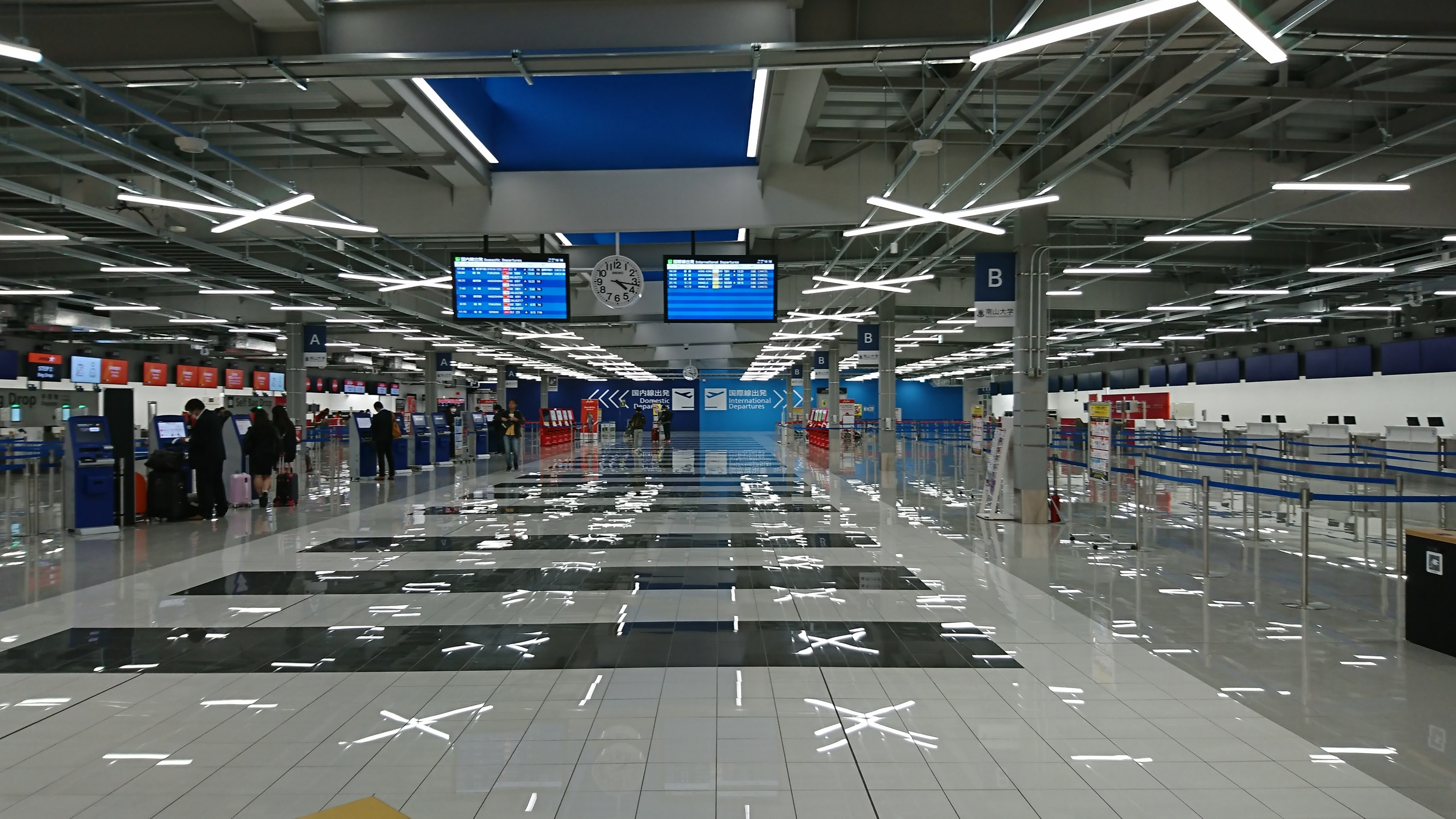
第2ターミナルビル内部

#### 格安航空会社 (LCC)対応・新ターミナルビル整備
- 2013年1月、同年が中部国際空港の本格的な格安航空会社元年となることが予想される情勢を鑑み、中部国際空港（株）社長の川上博は「利用者の選択肢が広がり、セントレアの利便性も高まる」と歓迎し、格安航空会社の新規就航に対応するため新ターミナルの建設構想を固めたことが報道された[49]。その後、同年3月29日に公式サイトにて「セントレア南側地区整備事業」と称した計画を正式に公表した[50]。建設予定地は国際線ターミナル南側にある駐車場付近である。国内線と国際線を一体運用が可能なターミナルを建設するとしていたほか、LCFが駐機する付近へのスポット増設や新ターミナル利用者向けの駐車場もあわせて整備するとしていた。また、この設備増設に伴い、既存のターミナルビルを「第1ターミナル」とし、新ターミナルを「第2ターミナル」とする計画であった。なお、「第2ターミナル」は主に格安航空会社向けではあるが、格安航空会社以外の航空会社も使用するものとしていた[51]。コスト削減を徹底する「トヨタ方式」で利便性の高い安価な構造のターミナルとする構想で、ボーディング・ブリッジを使用せずタラップを用いた搭乗・降機となる。同社にはすでに「ターミナル企画チーム」が発足しており、社長の川上は報道機関に対し「関空、成田のあとのターミナルとなるので独自性を出す。ただ関空のいいところは取り入れたい」と説明している[52]。ターミナルが完成すれば、施設使用料の低減が図られることから、航空会社および旅客にとってもメリットが大きいとする論評もなされている[52]。格安航空会社各社は、新ターミナルが完成するまでは既存のターミナルを使用する予定だが、早ければ2013年夏に着工し2014年後半からの運用開始を予定していた。また、この時点で国内線に就航していた格安航空会社は2社ともに当空港を拠点空港のひとつとする方針でもあった。
- 2016年3月31日、格安航空会社 (LCC) 向け新ターミナルを2019年上期の供用開始に向けて、現在の臨時駐車場エリアに建設すると発表があった。2016年度は新ターミナルの整備規模、平面計画などの施設計画に着手した[53]。今後は中部国際空港を拠点として2017年初旬運航予定[54]のエアアジア・ジャパン (2014-)など格安航空会社への対応を中心として、航空機を沖止めする際の駐機スポットの増設など、空港施設面からの設備投資を進めた。2017年3月31日に、LCC向けターミナルの2017年5月に着工・2019年9月20日に正式な運用開始が開始された[55]。

### 航空ネットワークの拡大

#### ジェットスター・ジャパンの拠点化
2013年3月より札幌/新千歳、福岡線から就航したジェットスター・ジャパンが、2018年春をめどに中部へ拠点を開設することを2017年5月24日に発表した。これに伴い、新規路線の開設、既存路線の増便など路線網を拡大していき、機材数を現在の21機（2017年5月時点）から28機にし、そのうち3機を中部で夜間駐機させる計画である。また、整備施設を配置することでイレギュラー時における対応も強化する。現在は中部から国内4路線と国際2路線に就航している。
拠点化のメリットとして、朝便や夜便、スケジュールの利便性の向上、定時運航率の改善や欠航率の低減、新規路線就航や既存路線増便、チャーター便など柔軟性が拡大する。
また、グループのジェットスター航空（JQ）やジェットスター・アジア（3K）などが就航しやすくなると説明。
今後はLCCターミナルの使用について、検討をしている。
3月26日に、3月21日より整備拠点を開設し、運用を始めたと発表。当面は1機を駐機させ、スタッフは約30人。秋ごろまでに3機体制、100人にする。
片岡優社長は「国内、海外から中部に旅客を呼ぶ。新規路線の開設も積極的に進めたい」と話した。

### 2本目滑走路の整備に向けた構想
- 2007年8月の関西国際空港2期工事限定供用後は、成田国際空港および関西国際空港がそれぞれ滑走路2本を有するのに対し、中部国際空港は滑走路1本であり競争条件として不利であると中部国際空港株式会社や地元財界は考えており[59]、2本目滑走路整備の実現を求めている。2015年初頭から、中国からの日本観光ブームも追い風となって、複数の路線を新設および再開した中国東方航空や中国南方航空などのほか、春秋航空などの国外格安航空会社 (LCC) の本格進出が始まった。日本の中部北陸9県の自治体、観光関係団体、観光事業者などが協働して国内外への広報活動を行っており、徐々に認知度を高めることに成功している。三重県の伊勢神宮や、岐阜県の飛騨高山への南北観光ルートをイメージした中部北陸圏広域観光プロジェクト「昇竜道」構想具体化の時期が重なった。この年からヘルシンキ・ヴァンター空港線を増便したフィンエアーなどの欧米線も含めて、中部国際空港から日本に入国する外国人入国者数は増加しており、建設工事着工が延期されている新ターミナルとあわせて、第2滑走路建設の早期建設の必要性を指摘する業界団体は存在する[60][出典無効]。
- 2本目の滑走路を整備する具体的な滑走路延長などの仕様は未定であるが、増設される空港島の造成作業には名古屋港の浚渫土を有効活用する案が提起されている。
- 中部国際空港株式会社の構想によると、埋め立てにより空港島の面積を約200ha拡張したうえで現在の滑走路から300m沖合に3,500mの並行滑走路を1本新設するとしており、事業費は約2,000億円を見込んでいるとされる[61]。また、2007年6月21日に発表された国土交通省交通政策審議会航空分科会の答申 [62]では、「完全24時間化を検討」という間接的な表現ながら、2本目滑走路整備の必要性が示された。
- 中部国際空港は関西国際空港の建設工事実績を参考として建設されたため、関西国際空港と比べると低コストで同規模の空港島・施設を造成することができた。そのため、たとえ2本目の滑走路を造成したとしても、後述の浚渫土の有効活用も考えれば低予算で2期空港島を建設できるとの声もある[誰によって?]。さらにこの構想に関連する話題として、名古屋港には浚渫土の問題が長年にわたり存在する。現在の浚渫土砂処分場であるポートアイランド（名古屋港中央防波堤）はすでに処理量の限界を超えており、処分地が決まらない土砂は現地に山を築いて仮置きをする応急対応がなされているが、その高さは16mにも達しており、新規の処分場の確保が課題となっている。中部国際空港の拡張に利用する案を第一候補として、管轄する地方整備局は諸条件が整うよう進めているとされる[63][64]。この一環として2014年4月14日に、埋立の影響を調査するため常滑港周辺で漁業影響調査が開始される[65]。 2021年1月29日、埋め立てを計画している中部地方整備局は、漁業への影響を受ける愛知・三重両県の漁協と続けていた補償協議で合意した。半年程度かけて必要な手続きを進め、2022年度中には埋め立て工事に着手する。
- 2025年2月17日、国土交通省は増設工事の着工を許可した[66]。

### 空港へのアクセス増強
愛知県の大村秀章知事は2本目の滑走路計画が進む当空港への道路アクセスに関連し、空港島と対岸部を結ぶ連絡橋について現行の1本から2本に増強建設することを視野に入れる構想を明言した。2本目の滑走路計画では最終的には発着能力が現行の1.5倍になる見通しであり、また航空旅客需要などが回復し、ピーク時の対応として念頭に置いている。

### 商業事業の拡大

#### FLIGHT OF DREAMS
2016年3月31日、ボーイング社から2015年6月22日に寄贈されたボーイング787の飛行試験機「ZA001」号機について、同機の屋内展示を核とした、飲食・物販店などを展開する複合商業施設を整備することが公表された。その後詳細の検討がなされ、2016年11月9日、「ボーイング787初号機を中心とした複合商業施設」の施設名称およびコンセプトや展示エリアの詳細と、施設名称の「FLIGHT OF DREAMS」が公表された。この施設は2018年10月12日に開業している。
- 施設概要
  - 整備主体：中部国際空港
  - 建設地：南側立体駐車場近接地
  - 供用開始時期：2018年10月12日
  - 建物概要：建築面積約5,000m2、延床面積：約10,000m2、高さ：約24m、階数：地上3階、構造：鉄骨造

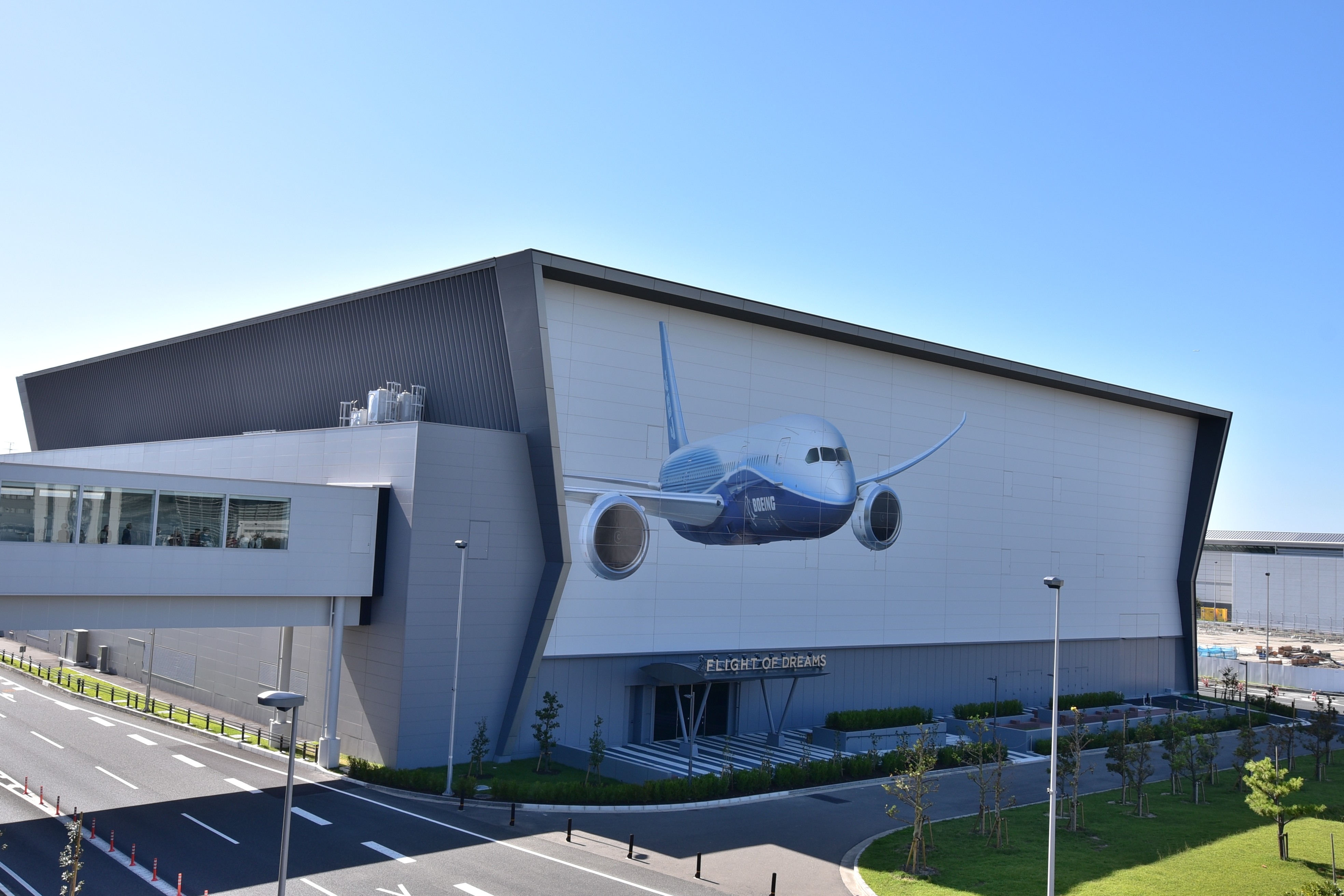
フライト・オブ・ドリームズ外観
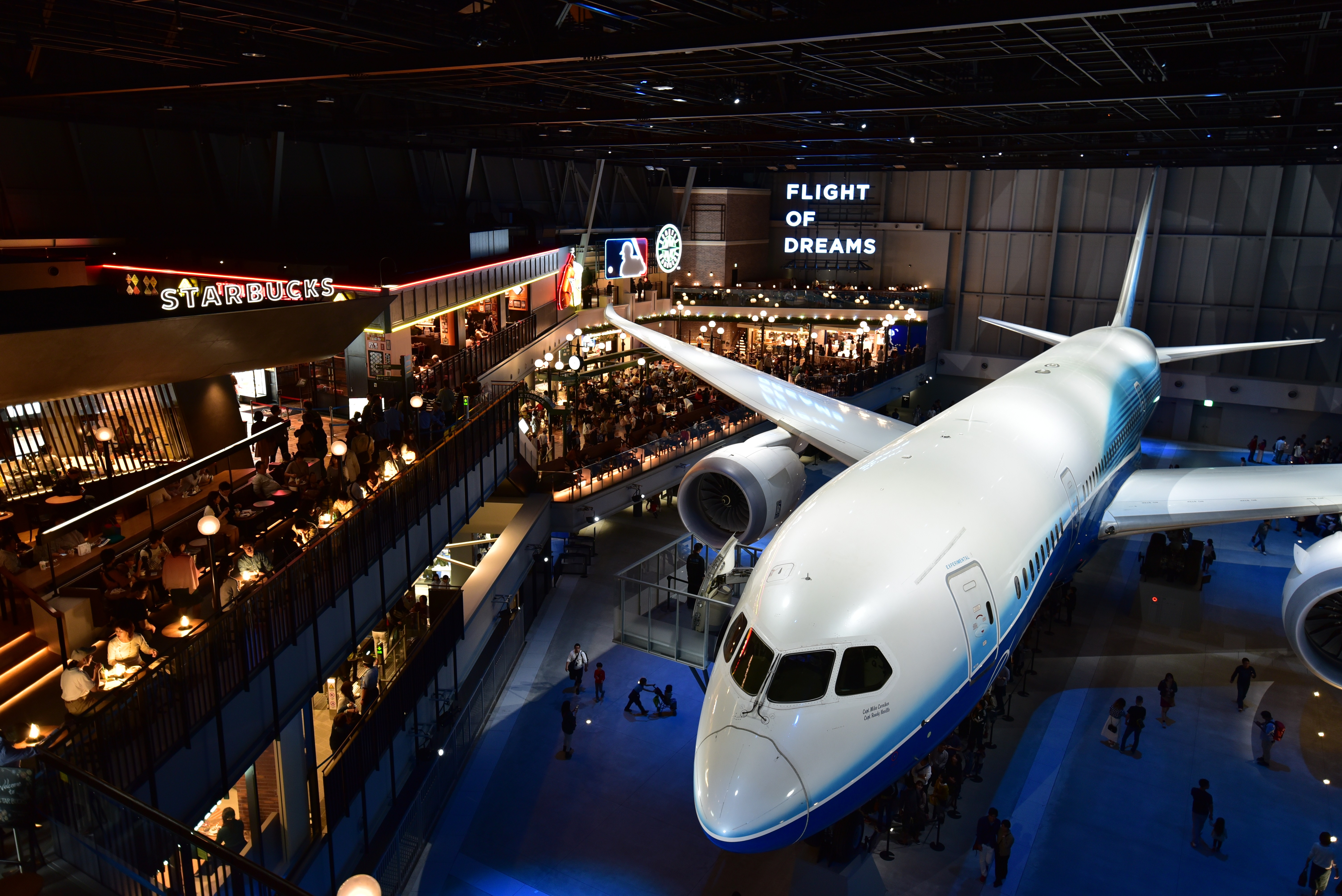
商業施設（左）とボーイング787（右）
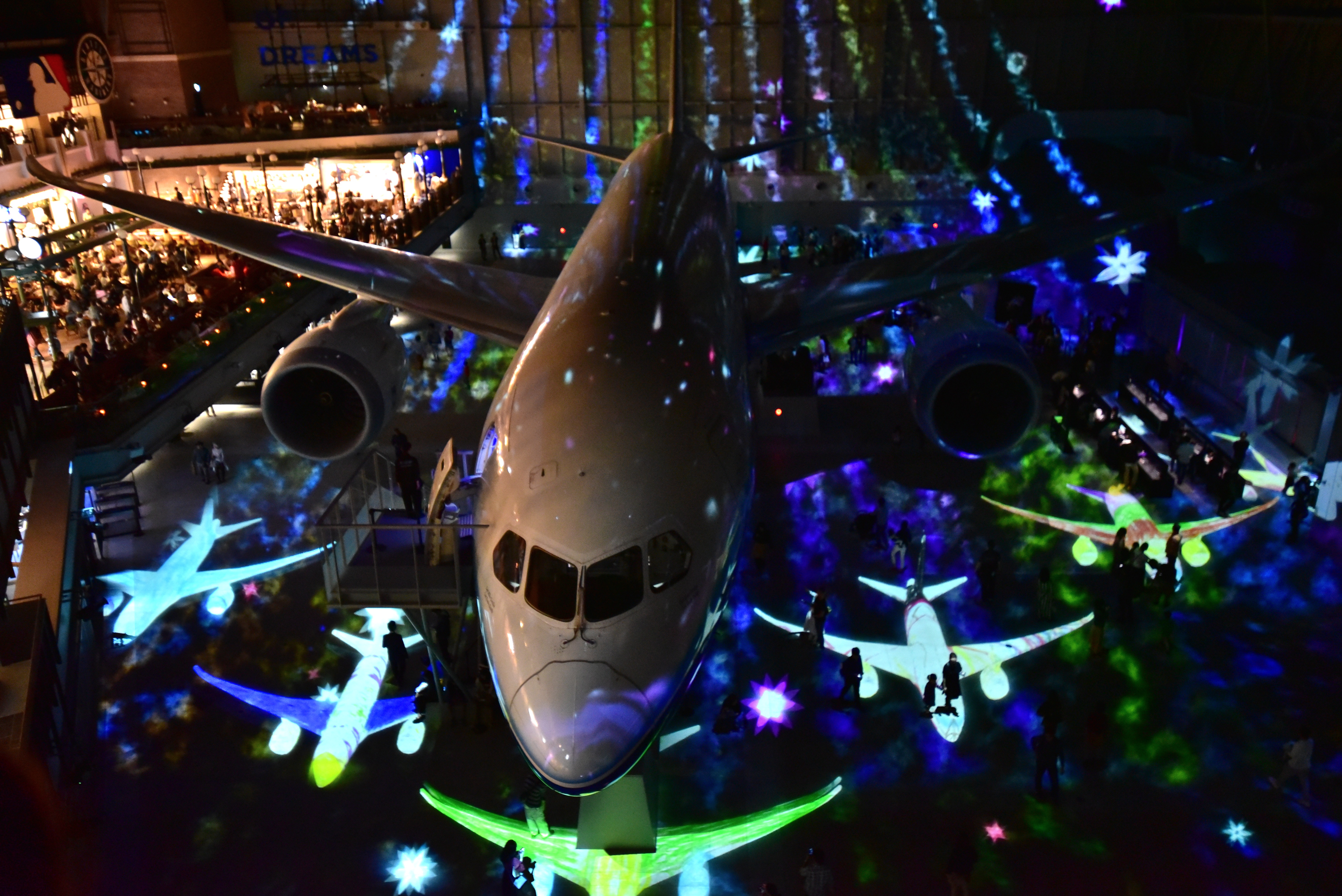
プロジェクションマッピング

## 施設（空港島および対岸埋立地）

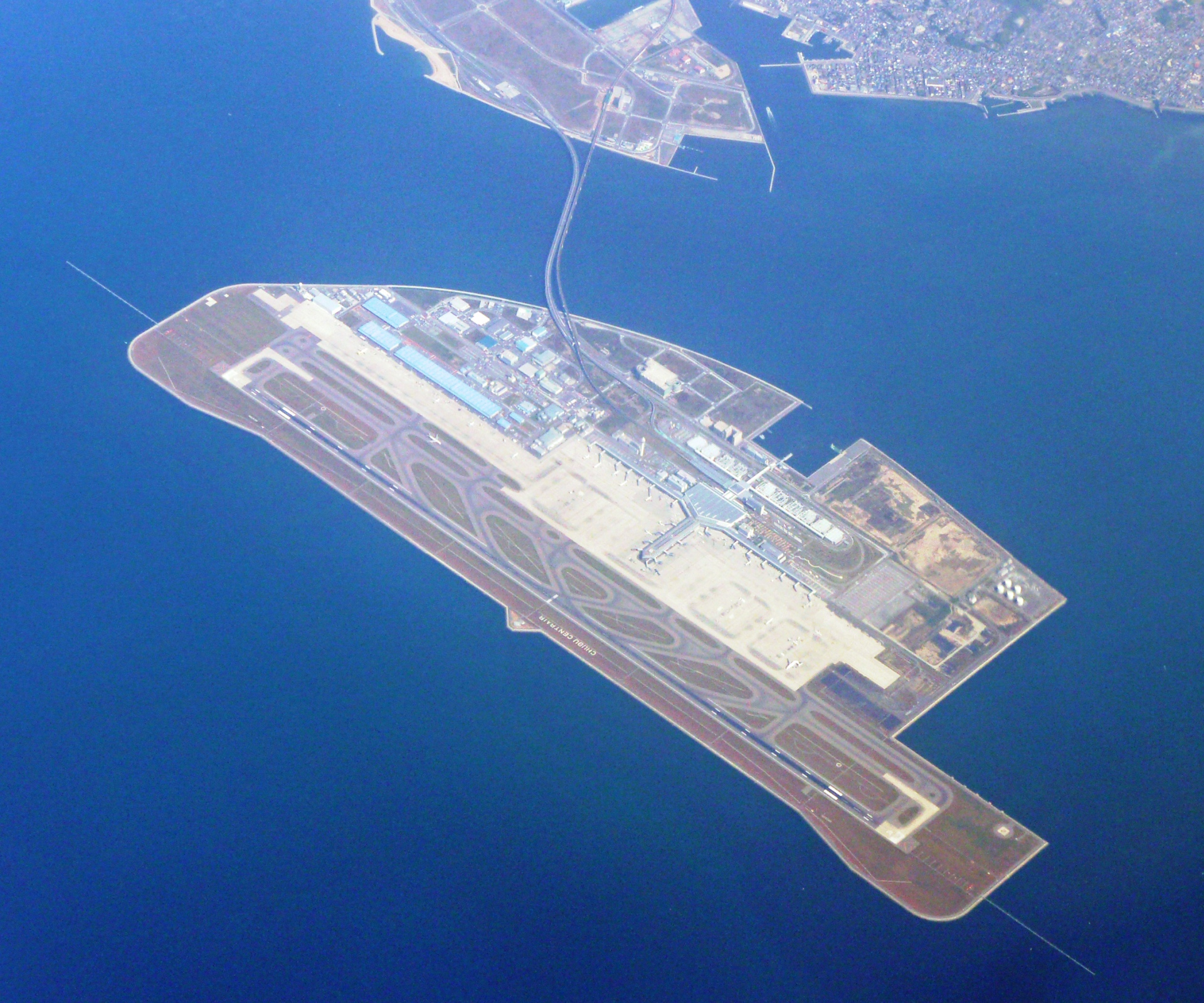
中部国際空港の空港島の空撮写真。

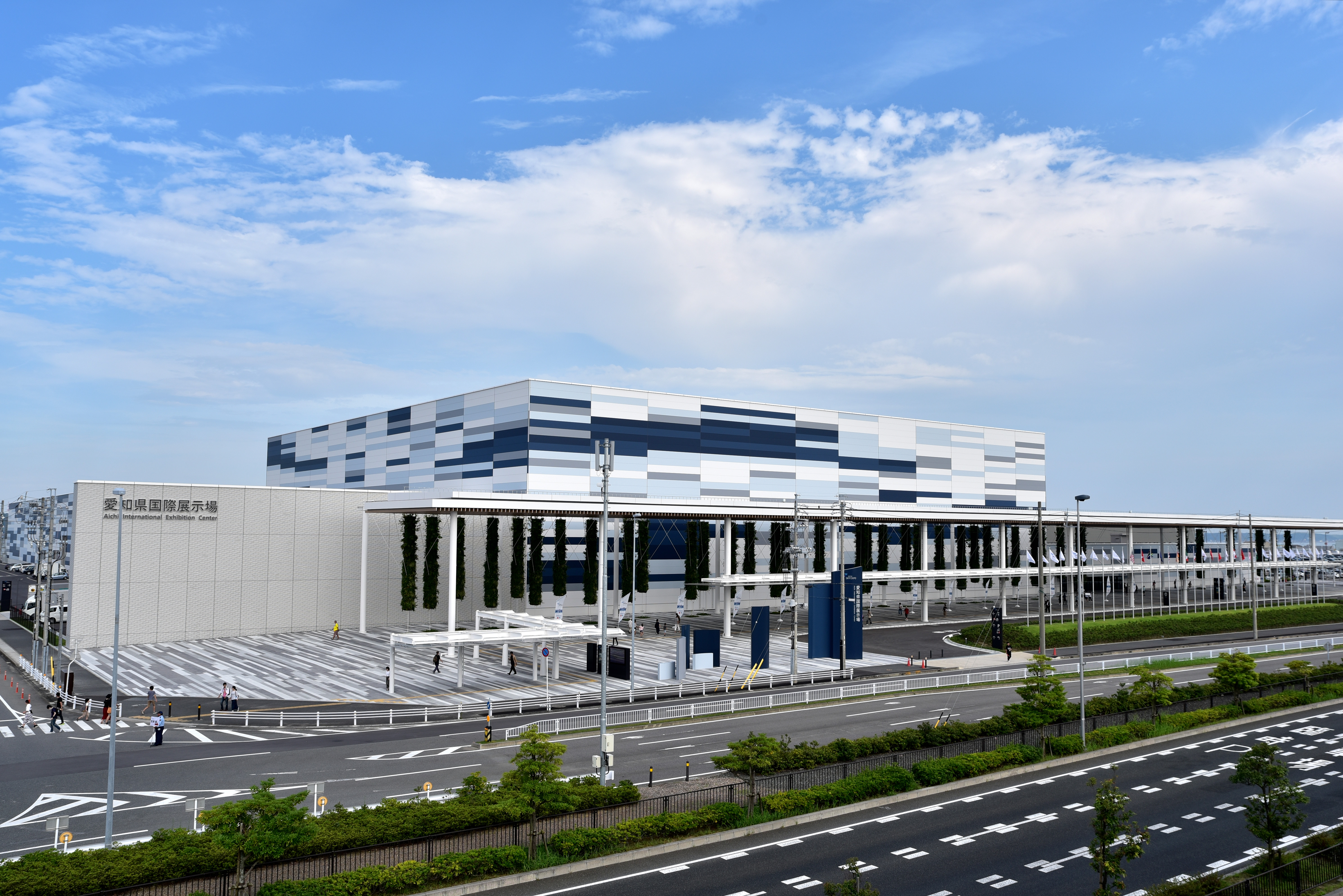
愛知県国際展示場

空港の設置・運営は政府指定の特殊会社である「中部国際空港株式会社」 （Central Japan International Airport Co., Ltd., CJIAC）が行う。着工に入る前まで、「中部地域の新しい国際空港」の意味を込めて「中部新国際空港」と呼ばれていたこともあった。日本で初めて民間の主導で開発された。国内海上空港の先駆けである関空建設後に問題となった、空港島沈下の問題や建設費の高騰などの教訓を存分に考慮し、後発の強みを全面的に活かして建設された。
埋立地の面積は、5.80km2（南北4.3km、東西1.9km）、うち空港部分4.73km2。残り1.07km2は愛知県企業庁が地域開発用地として、空港対岸部の1.30km2とともに造成した「中部臨空都市（りんくう常滑駅を含む）」である。
空港対岸部で前島と呼ばれる知多半島側の新規埋立地には、めんたいパークとこなめ（2012年12月開店）、会員制倉庫型店のコストコ（2013年8月開店）、大規模ショッピングモール「イオンモール常滑」（2015年12月開店。外国人旅行者向けの免税対応が可能）などが出店している。
空港島の空港隣接地（常滑市セントレア4丁目、5丁目）内に愛知県が愛知県国際展示場（展示面積：60,000m2）を2019年秋ごろまでに整備することとし、愛知県は基本設計費を2016年6月補正予算で計上した。国際展示場は2019年に完成し、同年8月30日に開業した。

### 飛行場施設
- 運用時間 : 24時間 / 利用時間 : 24時間[78]
- 滑走路 : 1本、長さ：3,500m×幅：60m[79]
- 方向：真方位N11度W
- 誘導路 : 延長約10.2km 幅30m
- エプロン :スポット数87 [80][81]

※大型機 : B747/B777/A380/A340ほか、中型機 : B767/B787/A330/A350ほか、小型機 : B737/A320/ERJ170/CRJ700ほか。A380については2014年および2016年に定期便での受け入れ実績がある。
- 国土交通省航空局（JCAB）飛行検査センター：セスナ社製サイテーションCJ4機が常駐しており、全国の空港への各種検査を担当。2014年にそれまでの拠点であった東京国際空港（羽田空港）より中部国際空港貨物地区に移転し、発足した[82]。

#### 管制塔
円形の管制塔で第1ターミナル（T1）の北東に位置する。滑走路端まで見渡せる高さということから計算され、高さ86.75m（鉄骨コンクリート造5階建）となった。2009年時点で国内では東京国際空港、成田国際空港に次ぐ高さ。
また、中部国際空港における航空管制は、関西国際空港と同様に広域航空管制を実施している。その管制区は、中部国際空港発着の航空機のみならず、愛知、岐阜、三重を中心に約6県にまたがる広範囲である。管制区内には、名古屋飛行場・航空自衛隊小牧基地（愛知県西春日井郡豊山町ほか）・航空自衛隊岐阜基地（岐阜県各務原市）などがあり、ターミナルレーダー管制（レーダーを用いて行う進入管制業務）によってその空域を飛行する航空機の上昇・降下の指示、飛行経路等の指示、管制間隔制御などを行っている。
従来、航空路管制とトラフィック調整して飛行高度を許可する必要があったが、中部管制にて12,000ftまでは、航空機に対して上昇許可が与えられるようになっている。
管制塔内には、最新のデジタル機器や液晶ディスプレイの導入を行い、従来よりも多彩な情報を提供できるようになったとともに、IFR室にあっては、レーダー画面に液晶ディスプレイを導入したことにより照明を落とさなくて済むようになっている。

### 旅客ターミナル

#### 第1ターミナル（T1）

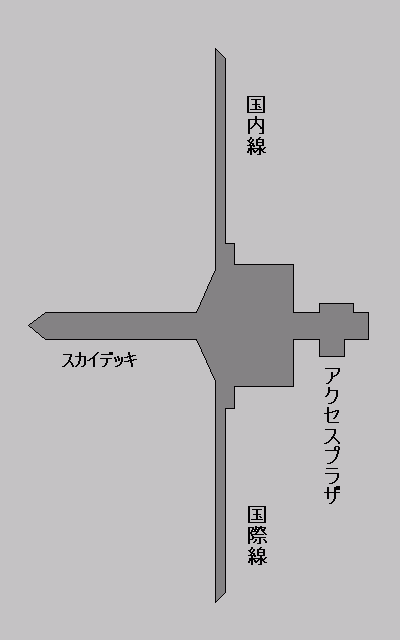
中部国際空港ターミナルビルの概略配置図

第1ターミナル（T1）は、国内線・国際線一体型の単一構造（国内線・国際線を同一フロアの左右に分離）。3階を出発、2階を到着とする単純な2層構成とすることで国内線・国際線の乗り継ぎの旅客利便性の高いターミナルビル構造となっていることや、そのユニバーサルデザインの実践などが評価され、2005年度のグッドデザイン賞（建築・環境デザイン部門 - 建築デザイン）を受賞している。
センターピアをはさんで北ウイング（国内線）、南ウイング（国際線）が配置された折り鶴をイメージしたT字形の構成であり、旅客の移動距離の短さが特長である。到着は2階部分、出発は3階部分にまとめられているほか、チェックインカウンターから搭乗ゲートまでおよそ300mと近い。T字型形状に合わせたスポット配置は、計画時に航空関係者を含めて検討を行い、入隅部の機材運用に若干の制約がある。2015年から国際線施設を南側へ拡大するため沖止めスポット増設工事が行われており、2016年度中に完成予定。
- 国際線施設は総2階建旅客機A380-800にも対応しており、2014年8月9・13日および2016年8月10日・14日にはシンガポール航空の定期便がA380型機によって運航された。また、2017年3月1日から25日にはタイ国際航空の定期便がA380型機によって運航された[89]。
- 展望デッキ：滑走路に向けて大きく突き出した全長300mの屋外展望デッキ「スカイデッキ」が設けられている。
  - スカイデッキからは伊勢湾を挟んで、三重県の伊勢平野や鈴鹿山脈を、北側には名古屋の市街地を、東には御嶽山や恵那山を望むことが出来る。
- 冬期イルミネーション：毎年冬期には展望デッキにて趣向を凝らした大規模なイルミネーションが装飾展示される。

##### ターミナルの概要
- 構造：鉄骨造
- 階数：地上4階
- 延べ床面積：219,225m2（南北約1,030m×東西約500m）
- チェックイン施設
  - 国内線：アイランド型3アイランド
  - 国際線：アイランド型5アイランド120ポジション[79]
- 搭乗待合施設
  - 国内線：10ゲート バスゲート6ゲート
  - 国際線：14ゲート バスゲート6ゲート
- バゲッジクレーム（手荷物受取所）
  - 国内線：4基
  - 国際線：5基
- アクセス:名鉄中部国際空港駅およびセントレアホテルと直結（アクセスプラザ経由）

＜第1ターミナル（T1）・フロア構成＞
| 第1ターミナル （T1） | フロア名称                         | 非制限エリア | 制限エリア |
| -------------------- | ---------------------------------- | --- | --- |
| 4階                  | スカイタウン                       | - レストラン・ショップ - スカイデッキ（展望台） - イベントプラザ | |
| 3階                  | 出発ロビー                         | - チェックインカウンター（国内線・国際線） - 旅行会社カウンター - 案内所 - 交番 - 三菱UFJ銀行中部国際空港出張所 - カードラウンジ（国内線・国際線）                                           | - 免税店（国際線） - 保安検査場（国内線・国際線） - 案内所 - エアラインラウンジ(国内線)                                                  |
| 2階 ※24時間開放 [91] | 到着ロビー                         | - 旅行会社カウンター - 案内所 - 藤田医科大学中部国際空港診療所 | - 手荷物受取所（国内線・国際線） - 入管審査（入国） - エアラインラウンジ（国際線） - カードラウンジ（国際線） - 独立系ラウンジ（国際線） |
| 2階 ※24時間開放 [91] | アクセスプラザ                     | - 中部国際空港駅 - 案内所（3言語(英・中・韓)対応可能） - ファミリーマートホテルプラザ店 - ターミナルビル直結の連絡通路                                                                       | |
| 1階                  | ウェルカムガーデン ※24時間開放[91] | - バス・タクシー・一般車降車場 - 案内所 - 団体ロビー - 常滑郵便局セントレア分室 - ゆうちょ銀行名古屋支店 中部国際空港セントレア内出張所 - ローソン中部国際空港店 - カプセルホテル「TUBE Sq」 | |
| 1階                  | アクセスプラザ                     | - 空港バスのりば - タクシーのりば - 観光バスのりば - 観光案内所 | |

##### 空港ラウンジ
航空会社、カード会社、独立系空港ラウンジによって提供されるラウンジ（特別待合室）が設置されている。
エアラインラウンジ
- 国内線（制限区域内）
  - セントレアエアラインラウンジ
- 国際線（制限区域内）
  - サクララウンジ
  - KAL ラウンジ
  - セントレアグローバルラウンジ

独立系ラウンジ
- 国際線（制限区域内）
  - プラザ・プレミアム・ラウンジ名古屋[92]

カードラウンジ
- 国内線・国際線（一般区域）
  - プレミアムラウンジ セントレア
  - 第2プレミアムラウンジ セントレア
  - QUALIA LOUNGE（クオリアラウンジ）

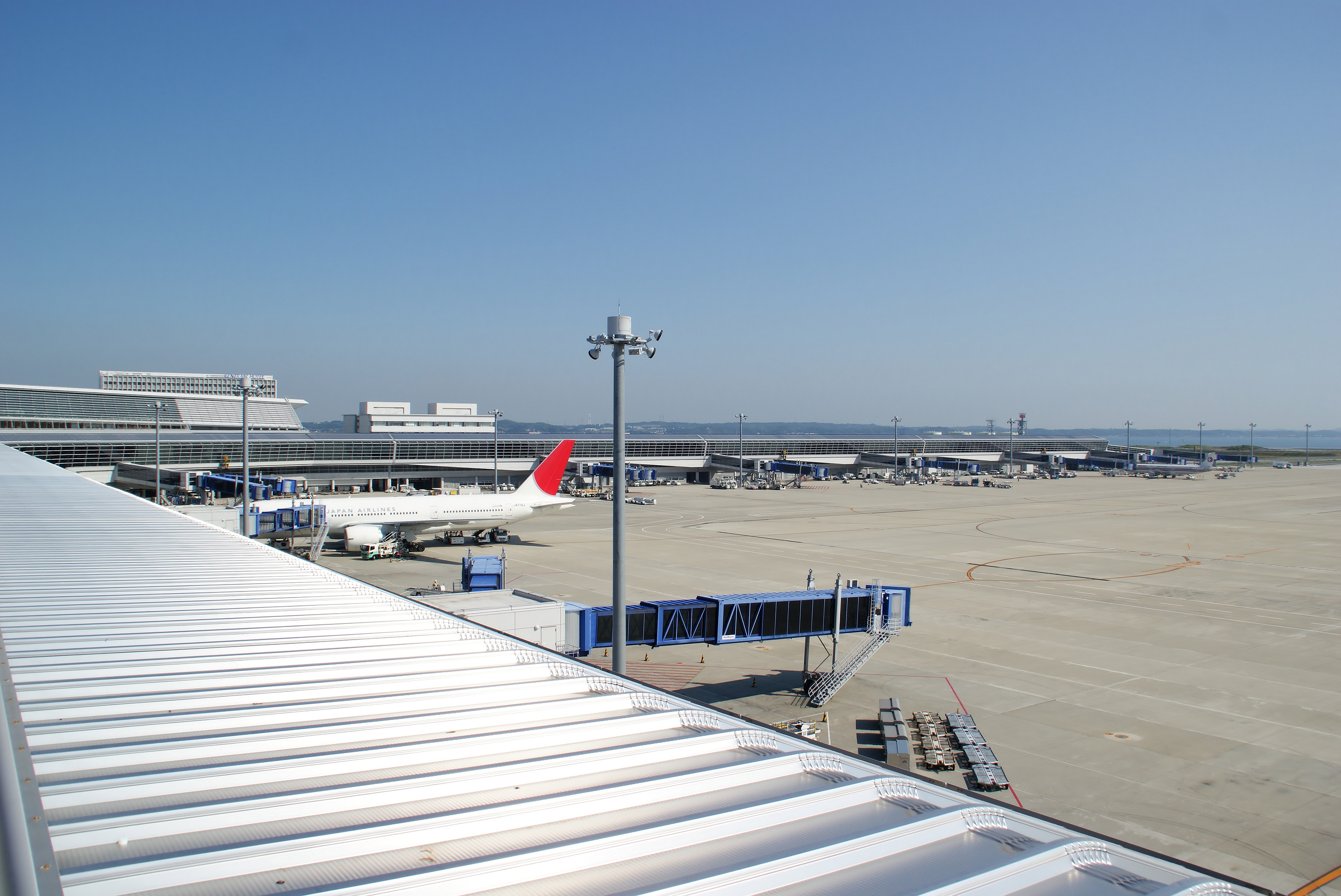
南ウイング（国際線）
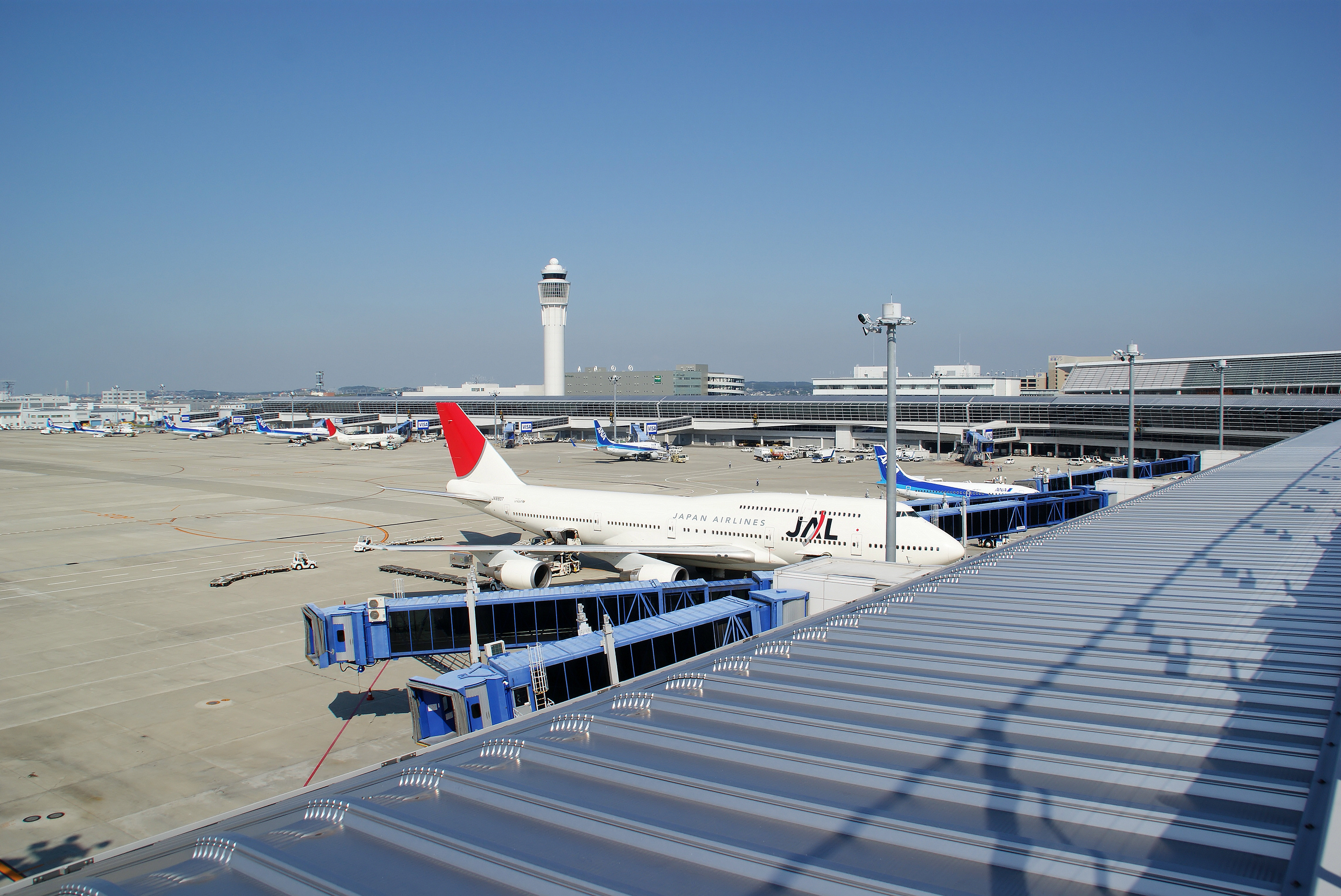
北ウイング（国内線）
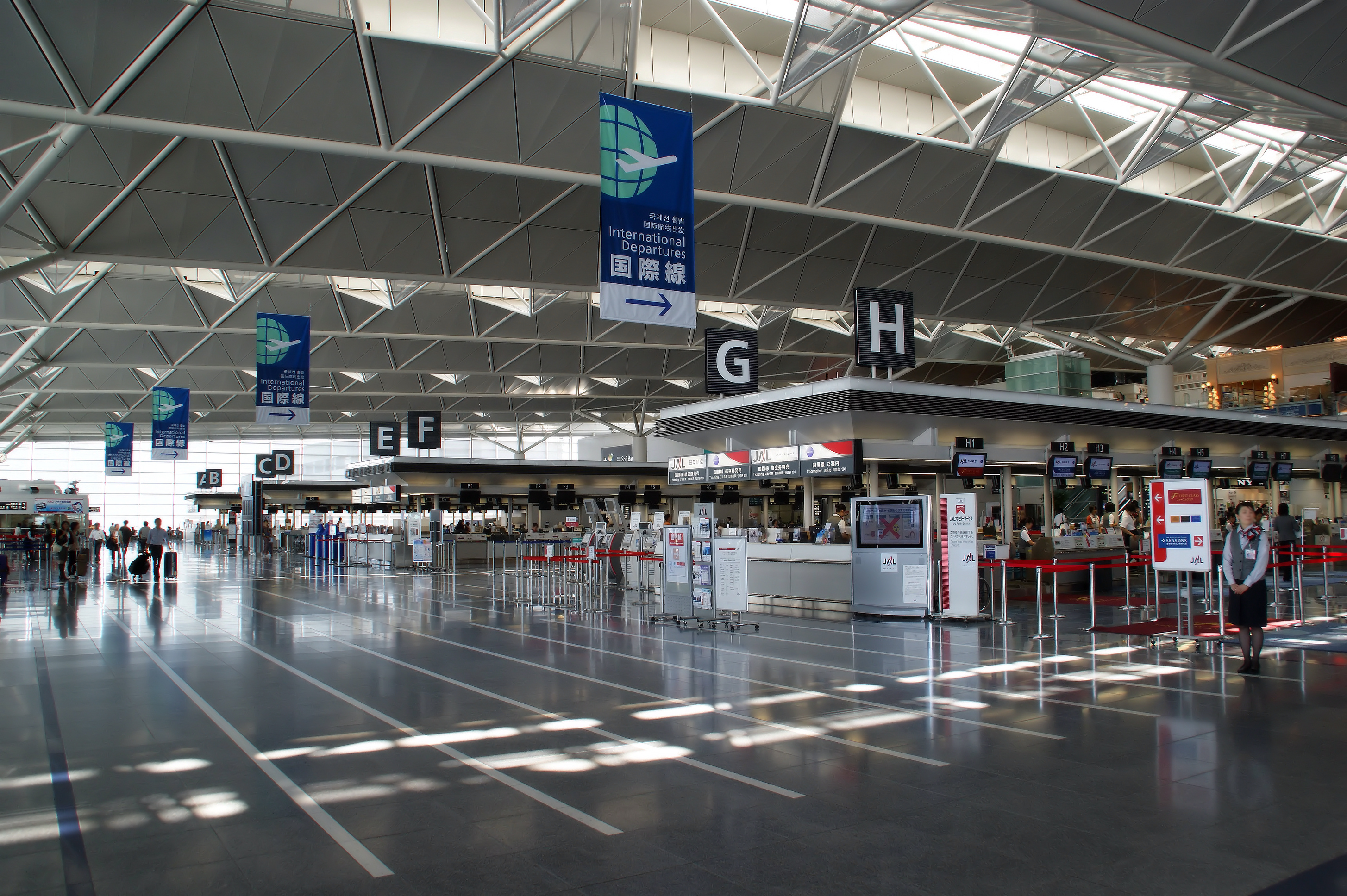
国際線チェックインカウンター
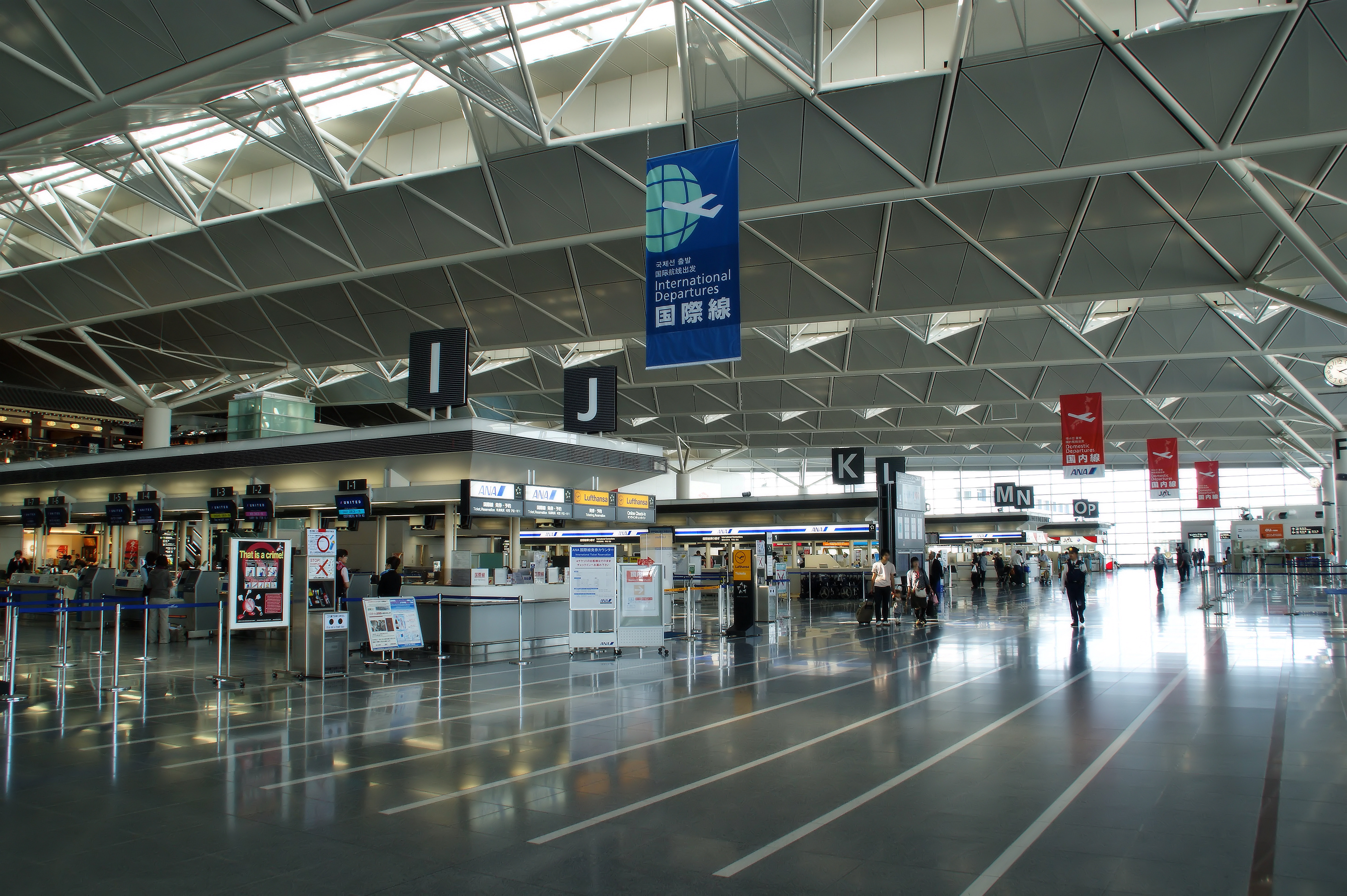
国際線・国内線チェックインカウンター
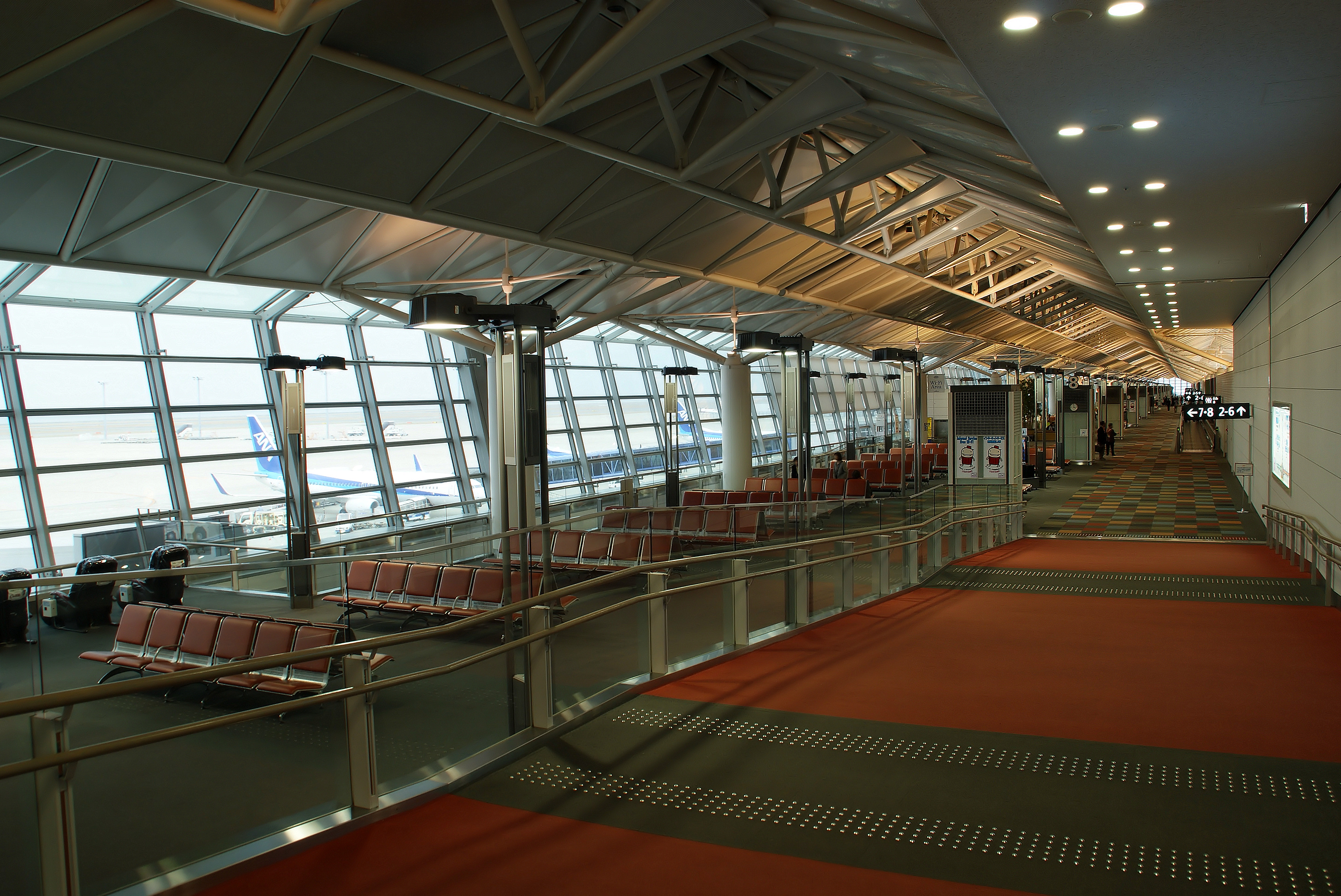
国内線出発待合室

##### 手荷物取扱システム
- 手荷物検査方式
  - 国際線：インライン（In-Line System）方式。国際線では、国内初採用[93]。
  - 国内線：カウンター方式[94]

##### 商業施設

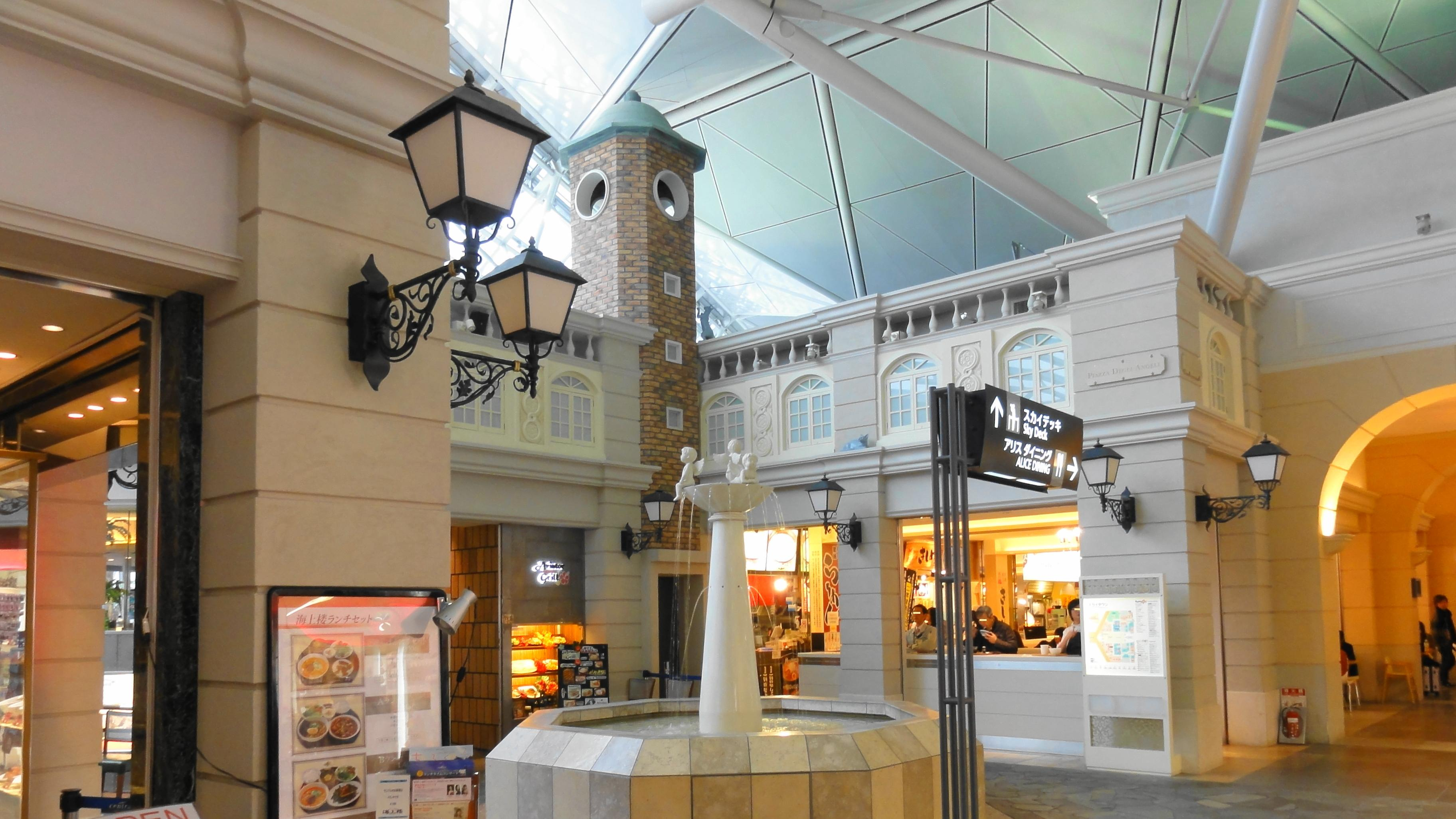
レンガ通り、天使が3体・猫が2体設置されている。

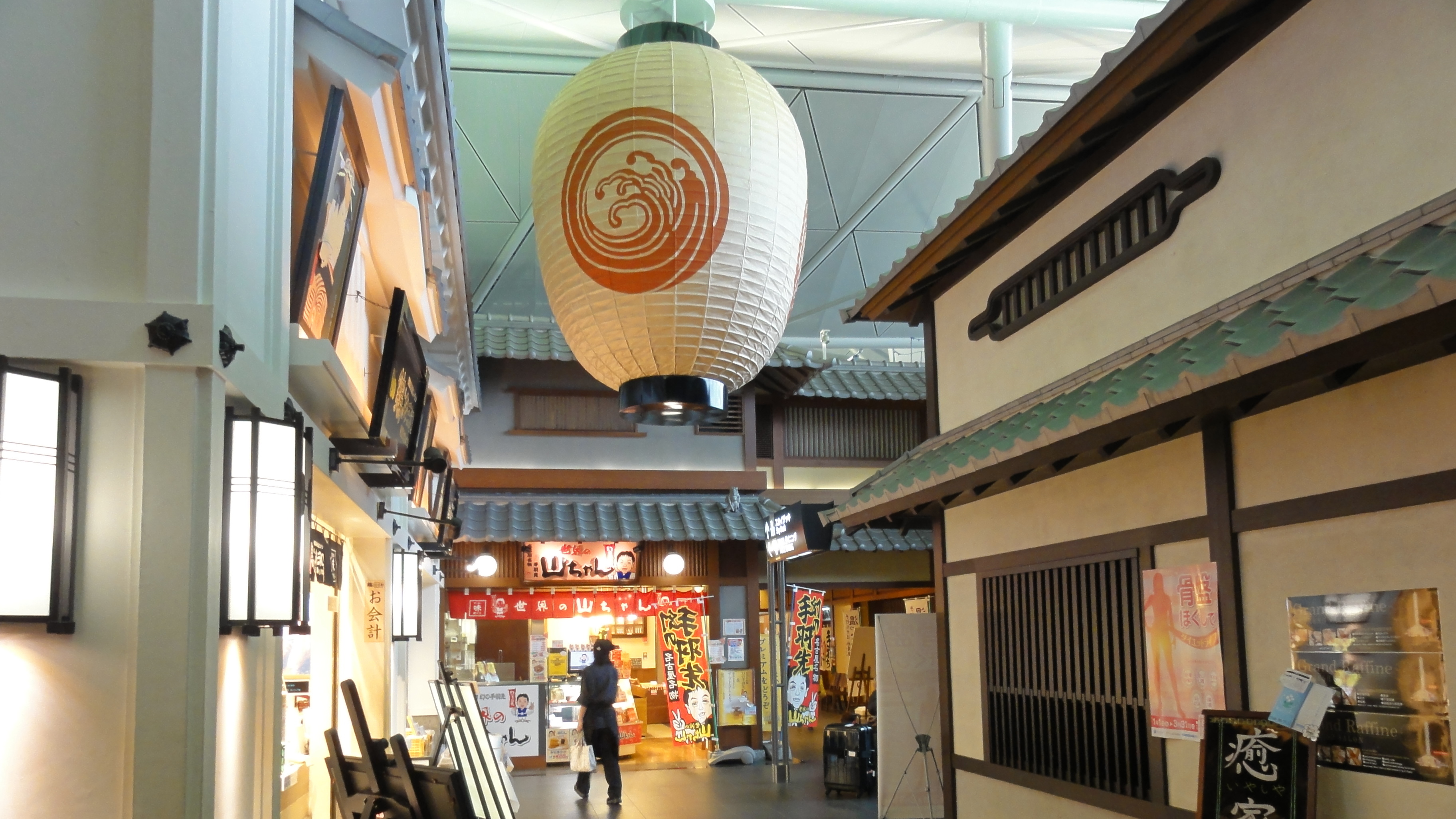
ちょうちん横丁、天神様が1体安置されている。

商業施設は、第1ターミナル（T1）4階の「スカイタウン」を中心に100店舗以上の飲食店やショップが存在し、毎週イベントが開催されている。
「スカイタウン」には、中央にイベントプラザ（イベントスペース）を配し、ヨーロッパの町並みをイメージした「レンガ通り」と、日本の懐かしい宿場町を彷彿とさせる「ちょうちん横丁」の趣の異なる2つのエリアの商業施設で構成されている。
旅客ターミナルビル3階（国際線制限エリア内）には免税店街がある。
- センターピアガーデン : 木々が立ち並び、ガラス窓の天井から光が差し込む吹き抜けの全天候型の庭園。突き当りの内部空間はレストランになっている。
- ターミナルビル1階には、コンビニや常滑郵便局セントレア分室[99]が設置されている。

#### 第2ターミナル（T2）
格安航空会社（LCC）向けターミナルを2019年9月20日供用開始。これによって、成田国際空港および関西国際空港に続き、日本の三大都市圏の国際拠点空港すべてに格安航空会社向けターミナルが整備された。
なお、第2ターミナルから第1ターミナル、および中部国際空港駅までのアクセスは徒歩のみとなっていた（10分程度を要する）ものの、2023年5月8日より同年9月30日までの期間限定でターミナル間無料連絡バス運行の実証実験を実施、翌10月1日より常設化された。

### アクセスプラザ
旅客ターミナルビル2階と連絡通路でつながる建物には、電車・バス・車・高速船・各種アクセス交通機関と旅客ターミナルとの連絡機能、交通・観光などの情報提供機能を保持した施設「アクセスプラザ」がある（24時間開放）。
アクセスプラザには名鉄空港線中部国際空港駅出入口と総合案内所（アクセスプラザ中央：英語を含む3言語（英・中・韓）で対応可能な国際基準カテゴリー3の外国人観光案内所の認定取得済）、外貨両替、ATM、コンビニエンスストア（24時間営業）などが完備されている。地上階のバス乗車場・高速船のりば・自動車駐車場・タクシーのりばが、ターミナルビルおよびホテルへのアクセスが便利なようにまとめられている。ただし、路線バス・貸切バスおよびタクシーでの空港到着時の降車場はアクセスプラザではなく、ターミナルビル本館1階にある。アクセスプラザからは出発・到着ロビーのある2階・3階へ段差なしで移動できる。
国内線および国際線到着後、緩やかなスロープを上がるとアクセスプラザに到達する構造となっており、セントレアホテルとも直結している。
2012年5月には常滑市の観光案内所と常滑競艇場の場外発売所を備えた「オラレセントレア」が開業した。

### ビジネスジェット用施設
空港島北部にビジネスジェット用施設として、24時間の発着（出入国）が可能なビジネスジェット専用ターミナル、ビジネスジェット格納庫（24時間整備可能）、利用者専用の第2CIQエリア（税関・出入国管理・検疫）などが設置されている。
- ビジネスジェット格納庫の仕様[111]
  - 延床面積：5,476.52m2（107.32m×50.89m）
  - 最高部高：19.65m
  - 有効高さ：13.50m
  - 想定機種：ガルフストリームG-V：5機（最大B737格納可能）
  - 開口寸法:幅：102.5m、高さ：13.5m
  - 有効開口部：約68.34m
  - 事務所：約170m2（ラウンジ、工作室含む）

### 貨物地区

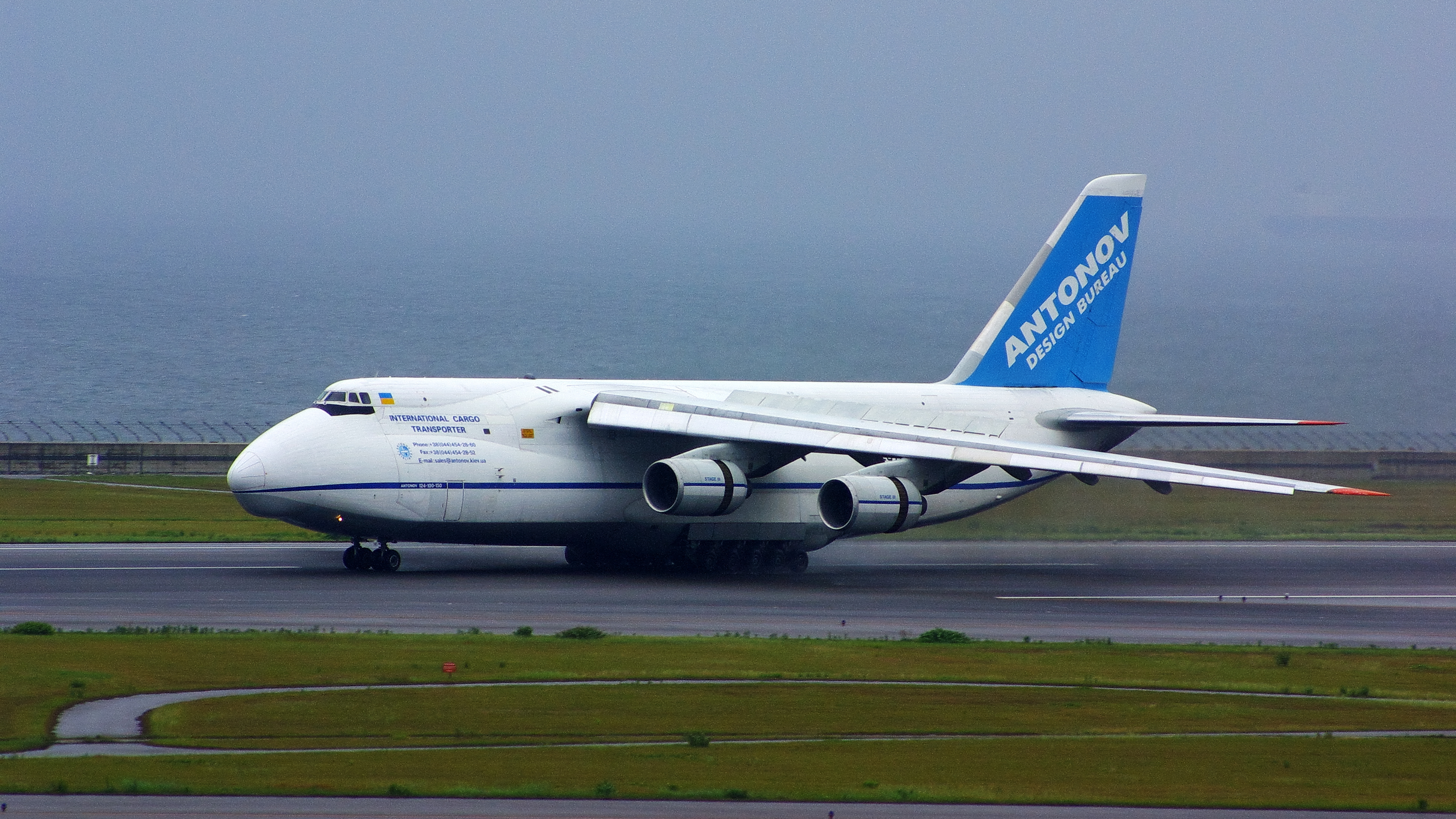
中部国際空港に飛来していたウクライナアントーノウ航空所属のAn-124機。2011年6月。

旅客ターミナルビルの北部に貨物地区があり、建屋として国際貨物上屋（第1、第2、第3）、国内フォワーダー上屋、国内エアライン上屋、トラック待機場、燻蒸施設、貨物事務棟などが存在している。同地区には有人ゲートがあり、関係者以外の通行が規制されている。
- 国際空港総合保税地域：日本の空港では中部国際空港の空港島が唯一、総合保税地域の許可を税関から受けている。総合保税地域の許可を受けた施設内では、外国到着貨物の荷揚げ、荷さばき、保管、流通加工などを保税状態で処理することが可能[114][115]。

### ドリームリフター・オペレーションズ・センター

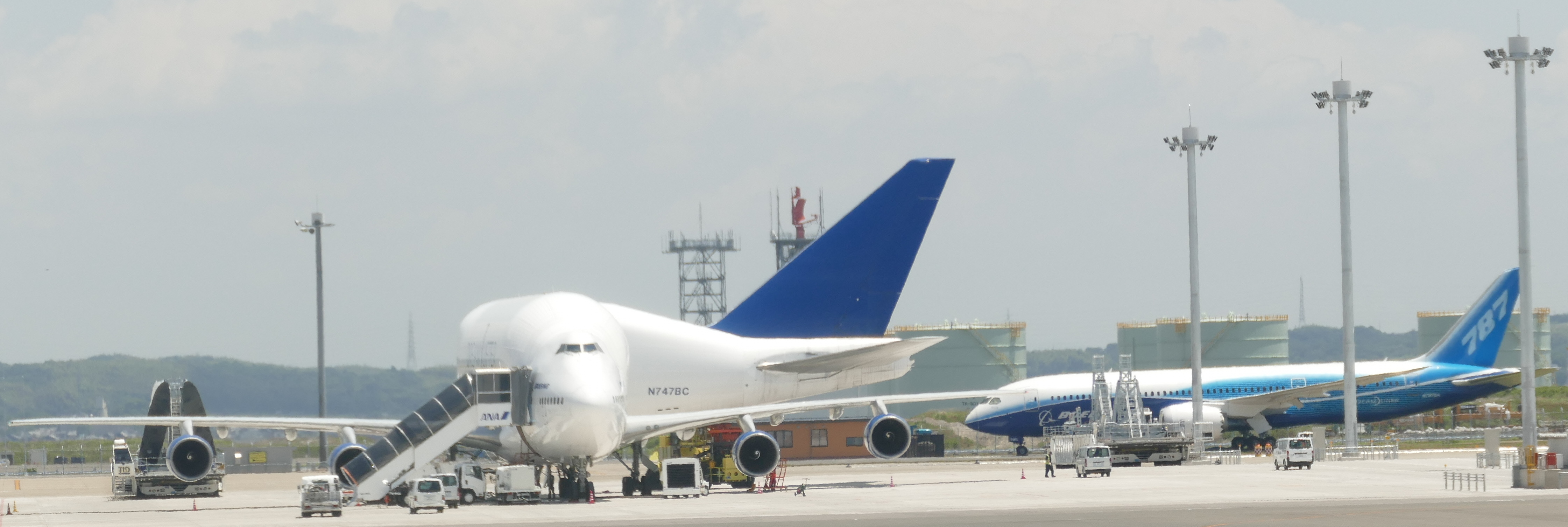
左：B787の主翼、中央：ドリームリフター、右：寄贈されたB787の1号機

国際線28番スポットの南側一角（空港島中央最南端部）にボーイング787型機部位保管庫として「ドリームリフター・オペレーションズ・センター」（DOC）および大型貨物機用スポット（駐機場：404,405,406）が設置されている。
空港島の港に海上輸送されたボーイング787型機部品は、陸揚げ後空港島内の「超大型貨物輸送路（ボーイング787輸送道路）」を移動し、DOCに一時的に格納される。同品は、北米に本拠地を置くアトラス航空が、最終組立工場がある米エバレット (ワシントン州)のペインフィールド空港とチャールストン (サウスカロライナ州)のチャールストン国際空港まで、ボーイング747-400LCF（ドリームリフター）を使用して輸送している（同機は全世界に4機存在し、日本への飛来は中部国際空港のみ）。近年ではボーイング787の増産に伴い、ドリームリフターによる輸送が間に合わない事態が時折発生しているため、ロシアのヴォルガ・ドニエプル航空のアントノフ An-124によるチャーター貨物便が年間に約20回ほど運航されている。
- 「ドリームリフター・オペレーションズ・センター2（DOC2）」 （建築面積：約2,000m2）が、既存DOC西隣接地に2016年夏を完成予定として建設中である[119][120]。
- ＜DOCの概要＞
  - 建築面積：約3,000m2（約70m×約40m、高さ：約15m）、鉄骨造、2階建
  - 用途：
    - ボーイング787の部品をボーイング747-400LCF（ドリームリフター）に搭載するためのGSE車両（グランドハンドリング機材、「ラージ・カーゴ・ローダー（LCL）」、「モバイル・テール・サポート（MTS）」の屋内保管
    - 三菱重工業、川崎重工業、SUBARU（旧・富士重工業）の各工場から海上輸送されるボーイング787型機部位を、「ドリームリフター」に搭載までの間、一時保管

### 港湾地区
日本の海上空港で唯一の施設として大型貨物の荷役が可能な港湾施設「常滑港 空港地区」が空港島内（旅客ターミナルの東部）にあり、空港との連携が図られている。
- 本施設の活用例として、「アジアNo.1航空宇宙産業クラスター形成特区」[122][123]である愛知県・岐阜県を中心としたエリアで製造された航空機部品を船舶を使って中部国際空港（「常滑港 空港地区」）まで海上輸送したのち、アメリカの組立工場へ空輸している（シー・アンド・エアー）[124][125]。

### バスターミナル
空港バスターミナルは、第1ターミナル・第2ターミナルにそれぞれ設けられている。
空港バスのりば・おりば
- 第1ターミナル：1階にある。のりば・おりばは別に設けられている。のりばへはアクセスプラザからしか行くことができない。
- 第2ターミナル：1階にある。のりば・おりばは分かれているが近接して設けられている。

### 駐車場
駐車施設は24時間営業、収容能力は5,800台（開港時の4,000台から拡張（500台分は予約車専用）。ほかに臨時駐車場2,000台分あり）の駐車場が用意されている。普通車の駐車料金は300円/時間（30分以内無料、1日最大1,600円。各種割引制度あり
）。
駐車場料金は、現金、クレジットカード、ID、QUICPay、交通系電子マネー、楽天Edy、WAONで支払い可能である。ほかに空港島内のホテルに1,164台分の有料駐車場があり、ホテルの宿泊客は割引サービスを受けられる。
さらに年末年始など繁忙期のみ開場する臨時駐車場（国際線ウィングから南方向に開設）や電気自動車（EV）およびプラグイン・ハイブリッド車（PHV）用充電スタンドも完備している。観光バス専用駐車場はターミナルビル近くに整備されている。

#### EV・PHV用充電スタンド
- 普通200V（ケーブル付き）・4基（事前予約制）[128]

#### 水素ステーション
- 東邦ガスセントレア水素ステーション

### ガソリンスタンド
空港島内に一般利用可能なガソリンスタンドが設置されている。
- セントレア エコ・ステーション[130]

### ホテル

#### 空港島内ホテル
- セントレアホテル[131]
- コンフォートホテル中部国際空港
- 東横INN中部国際空港1
- 東横INN中部国際空港2
- カプセルホテルTUBE Sq（チュウブ・スクウェア:2017年4月8日オープン）[132][133]
- フォーポイント・バイ・シェラトン名古屋 中部国際空港

#### 中部臨空都市内（空港島対岸部）ホテル
- J・ホテル りんくう[134]

### 拠点がある機関
- 国土交通省
  - 航空局交通管制部運用課 飛行検査センター[82]
  - 大阪航空局中部空港事務所[1]
  - 海上保安庁 第四管区海上保安本部 中部空港海上保安航空基地[135]（北緯34度52分33秒 東経136度48分29秒 / 北緯34.87583度 東経136.80806度） - 2008年10月1日に発足し、10月21日に伊勢航空基地を移転し常滑海上保安署を統合した。巡視艇と航空機を運用する海上保安航空基地としては関西空港海上保安航空基地に次いで2か所目。2機のアグスタウエストランド AW139ヘリコプターと巡視艇1隻が配備されている。
  - 気象庁東京管区気象台中部航空地方気象台[136]
- 法務省
  - 出入国在留管理庁名古屋出入国在留管理局中部空港支局[137]
- 財務省
  - 名古屋税関 中部空港税関支署[138]
  - 名古屋税関 中部外郵出張所[139]
  - 名古屋税関 麻薬探知犬管理センター[140]
- 厚生労働省
  - 名古屋検疫所 中部空港検疫所支所[141]
- 農林水産省
  - 動物検疫所案内 中部空港支所[7]
- 愛知県
  - 中部空港警察署[142]
- 常滑市
  - 常滑市消防本部空港出張所[143]
- 日本郵便
  - 中部国際郵便局[144]
  - 常滑郵便局セントレア分室[99]
- 診療所（藤田医科大学中部国際空港診療所：2階 到着ロビー）[145]

## 環境対策
中部国際空港は、環境影響の回避・低減に関する評価を行うため、環境アセスメントを 1998年6月から1999年7月にかけて実施。この環境アセスメントの中で記載した環境保全対策や環境モニタリングを確実に実行に移すため、環境マネジメントシステムの運用などを通じて管理している。
また、国内空港設置管理者として初めて、国際規格である ISO14001【環境マネジメントシステム (EMS)】の認証を取得（2000年12月）している。 開港後の空港運営段階では空港の運営管理に適応したEMSに再構築したうえ、2005年9月にはセントレアグループとしての認証を取得している。
（具体的な取り組み例）
- 温室効果ガス低減への取り組み
  - コージェネレーションによる地域冷暖房システム
  - 海水利用設備
  - 大規模蓄熱槽（冷・温水蓄熱槽）の活用
  - 地域冷暖房システム
  - GPU（地上動力装置）の利用促進
  - ハイドラント方式による給油システム
  - 太陽光発電パネル
  - 自然採光と光触媒ガラスの採用
- 周辺環境への配慮
  - 海水の流れに配慮した空港島の位置と形
    - 空港島のある常滑沖は海水が主に南に向かって流れているため、空港島は対岸部からできる限り距離を離したり、島の形に丸みをもたせたりして、海水の流れを妨げないようにしている

  - 空港島用地と景観などへの配慮
  - 空港島の護岸に藻場を造成
    - 港島の西側・南側護岸を対象に、さまざまな生き物が集まりやすくするために、自然石などを用いて傾斜をつけた護岸を造成
    - 西側と南側護岸の一部では平坦部を設け、アラメ、カジメ、オオバモクなど、多年生の海藻を移植して藻場を造成
      - 2010年3月から、藻場を整備して建設された空港島に繁殖し、大量に生息するようになった海藻アカモクを加工し、名産品「天然あかもく セントレアの恵み」と銘打ち、中部国際空港内店舗や地元地域の小売店で販売開始[146]

  - 航空機騒音への配慮
    - 周辺地域への航空機騒音の影響を軽減するため、愛知県常滑沖の海上に空港を建設。航空機騒音の影響を低減するため、 海上を有効に活用した飛行経路の運用、また深夜および早朝の時間帯においては、航空機騒音低減のための運用方法を導入

## 拠点空港・焦点空港としている航空会社
中部国際空港を拠点空港（ハブ空港）もしくは焦点空港としている航空会社は、以下の通り。
- 拠点空港
  - 日本航空[147]
  - ANAウイングス[148]
  - ジェットスター・ジャパン[149]
  - Peach Aviation[150]
  - オリエンタルエアブリッジ[151]

- 拠点空港(貨物)
  - 日本航空
  - DHLエアUK[152]

- 焦点空港
  - 全日本空輸

## 就航路線
2025年2月1日時点で国内線は19都市、最大77便/日、国際線は27都市341便/週である。貨物専用便は57便/週が就航している（2024年冬ダイヤ）。
※ 太字は同空港をハブ空港にしている航空会社。
※ 斜字は同空港を焦点空港にしている航空会社。
※ 航空連合は右記のとおり。OW : ワンワールド、ST : スカイチーム、SA : スターアライアンス
※ 語末の★は格安航空会社 (LCC)
※ COVID-19の影響により、長期運休となっている路線もある。詳細は航空各社のホームページを参照。

### 国内線

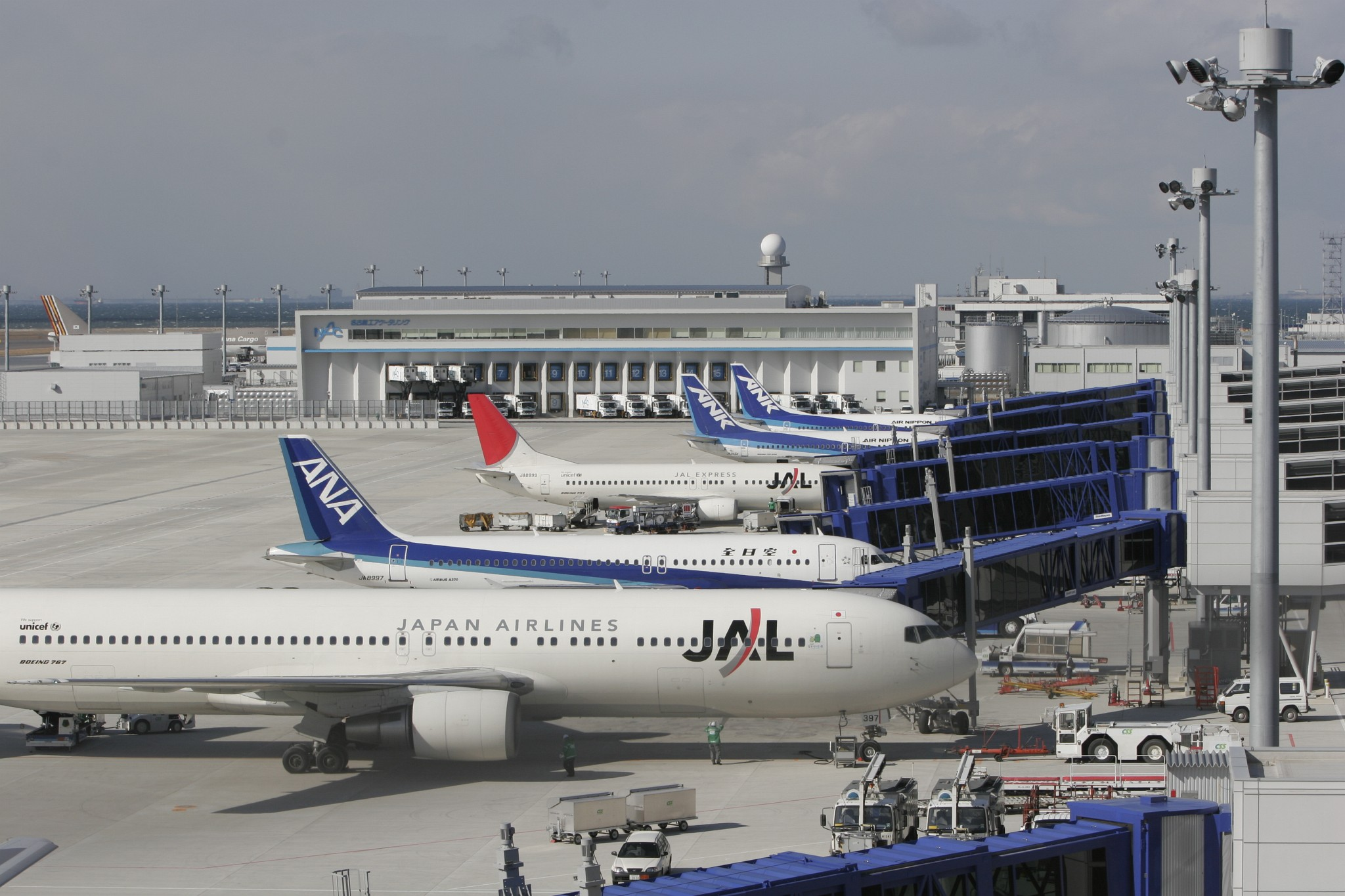
国内線エリア

日本航空や全日本空輸をはじめ、多くの航空会社が主要空港を中心に定期運航路線を設けている。中でも札幌（新千歳空港）・福岡（福岡空港）・沖縄（那覇空港）などの高需要路線は、安定して高い搭乗率を維持できるため、複数の航空会社が高頻度で運航している。国際線との乗り継ぎに特化した機能的な構造のターミナルで、国際線乗継便として東京の羽田空港や成田空港への定期運航路線もある。
国内線利用客に対しては空港施設利用料が課されている。かつては航空会社が（航空運賃に含む体で）支払っていたが、2005年4月1日からは各利用者が1回あたり310円を、航空券購入時に上乗せして支払うことになった。この方式での利用料徴収は、国内では東京国際空港（羽田空港）についで2例目である。
国内線に就航している航空会社数は13となり、福岡空港と並び国内線就航会社数が1位である。

#### 第1ターミナル
| 航空会社                            | 就航地 |
| ----------------------------------- | --- |
| 日本航空(JAL)(OW)                   | 【北海道地方】 札幌/新千歳、釧路（季節運航）、帯広（季節運航） 【関東地方】 東京/羽田、東京/成田 |
| 日本トランスオーシャン航空(JTA)(OW) | 沖縄/那覇 |
| 全日本空輸(ANA)(SA)                 | 【北海道地方】 札幌/新千歳、女満別（季節運航）、旭川（季節運航）、函館（季節運航） 【東北地方】 仙台 【関東地方】 東京/羽田、東京/成田 【四国地方】 松山（2025年10月25日をもって運休予定） 【九州地方】 福岡、長崎、鹿児島、宮崎（季節運航）、大分（季節運航） 【沖縄地方】 沖縄/那覇、宮古/宮古島、石垣 |
| スカイマーク(SKY)                   | 札幌/新千歳、鹿児島、沖縄/那覇 |
| AIRDO(ADO)                          | 札幌/新千歳、函館 |
| ソラシドエア(SNJ)                   | 宮崎、鹿児島、沖縄/那覇 |
| スターフライヤー(SFJ)               | 福岡 |
| Peach Aviation(APJ)★                | 札幌/新千歳、仙台、沖縄/那覇 |
| フジドリームエアラインズ(FDA)       | 出雲、高知 |
| アイベックスエアラインズ(IBX)       | 仙台、福岡、大分、松山（2025年10月26日より運航再開予定） |
| オリエンタルエアブリッジ(ORC)       | 秋田、福岡、宮崎 |
| トキエア(TOK)                       | 新潟 |

#### 第2ターミナル
| 航空会社                       | 就航地          |
| ------------------------------ | --------------- |
| ジェットスター・ジャパン(JJP)★ | 福岡、沖縄/那覇 |

### 国際線

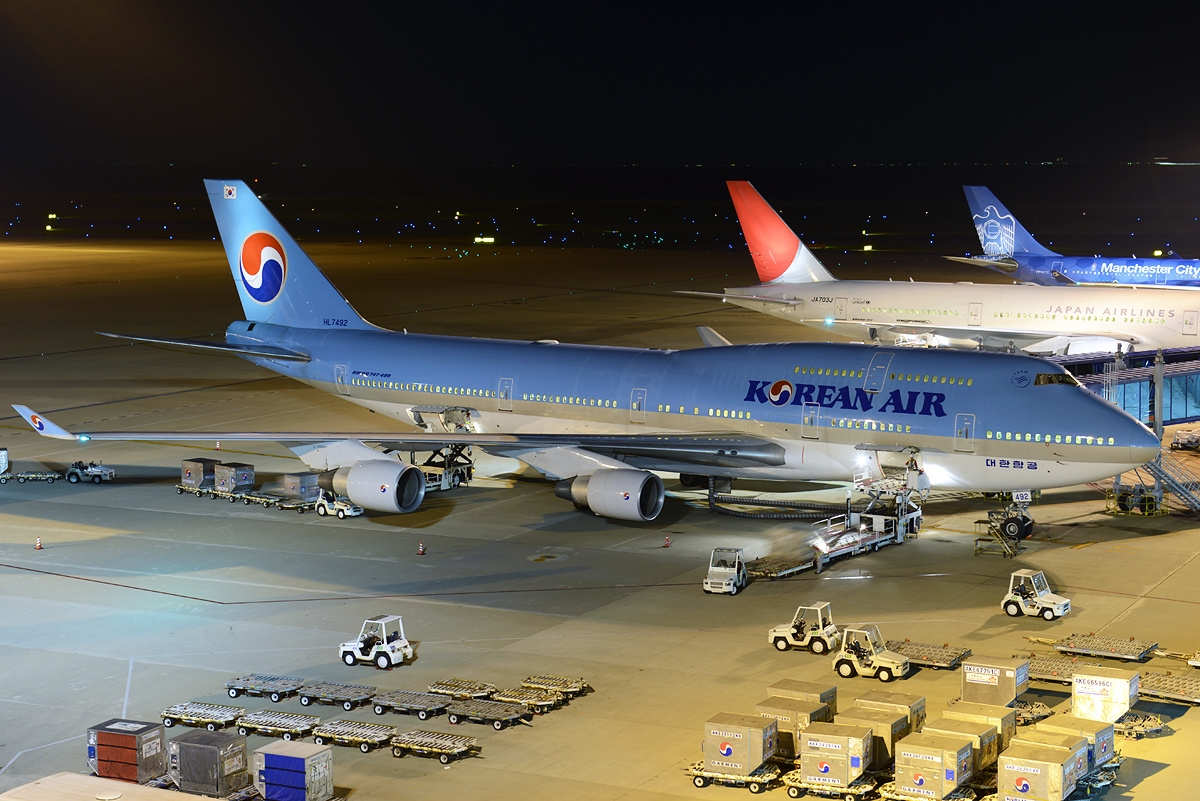
大韓航空のボーイング747-400と日本航空のボーイング777

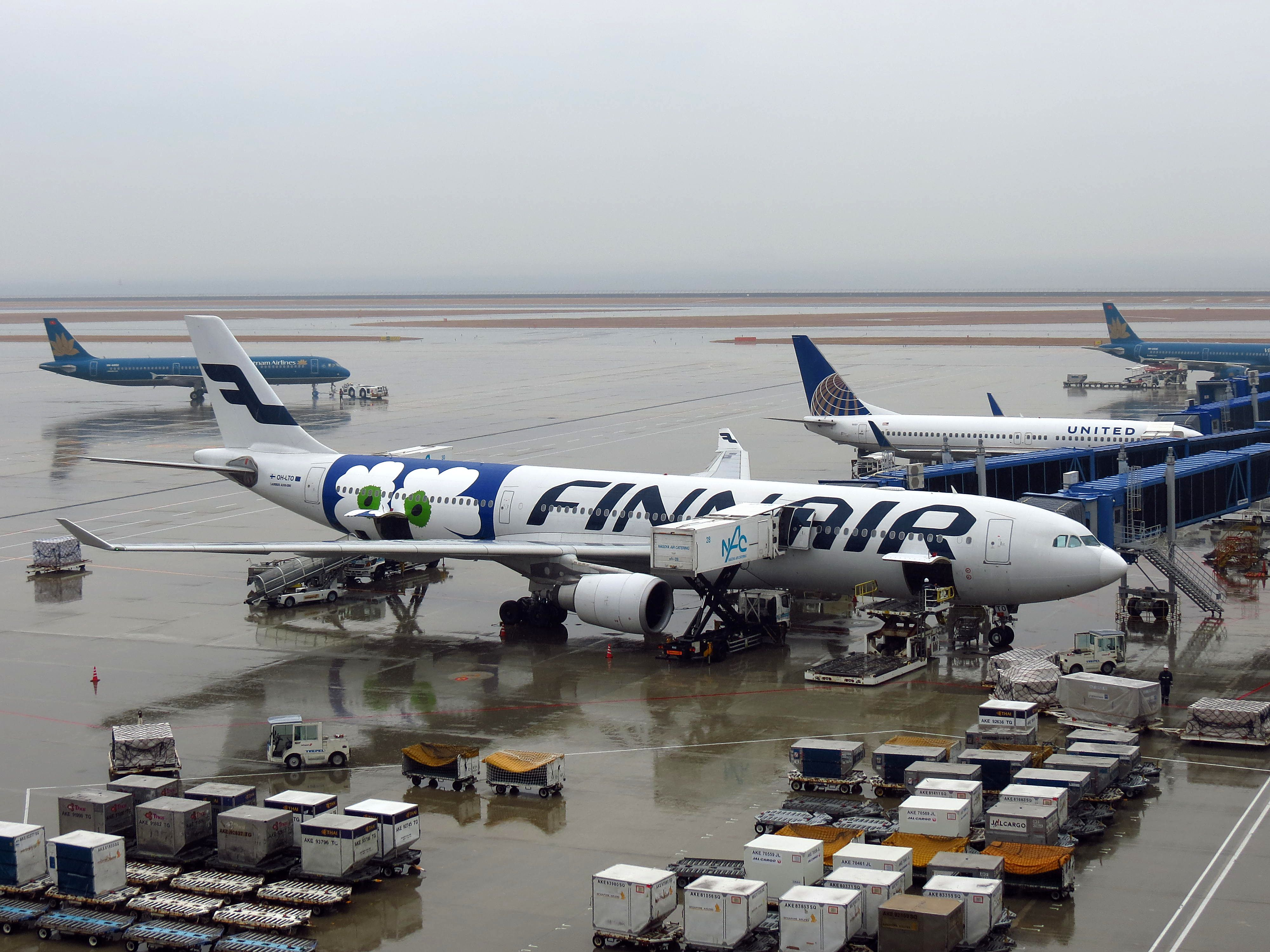
フィンエアーのエアバスA330

アジア路線では韓国、香港や東南アジアへの路線も多く、日本航空が中華民国（台湾）への路線を季節運航しているほか、スターフライヤーが中華民国への路線を自社運航（2024/2/17現在運休中）している。ほかにもチャイナエアラインや大韓航空、アシアナ航空やキャセイパシフィック航空、フィリピン航空やセブパシフィック航空、シンガポール航空やタイ国際航空、ベトナム航空などが定期便を運航している。またタイガーエア台湾や香港エクスプレス航空、チェジュ航空などの格安航空会社の乗り入れもある。
また、中華人民共和国各地への定期便も充実している。日本航空が複数都市への路線を運航しているほか、中国東方航空や中国南方航空が中国地方都市路線を増設傾向にある。 2015年6月からは大手格安航空会社の春秋航空も乗り入れを開始し、上海/浦東線を開設している。
ヨーロッパへはコロナ禍以降、就航路線が無い状態が続いていたが、フィンエアーがヘルシンキへの直行便を2024年5月30日から季節運航で再開した。再開後はロシア領空を避けるルートに変更となり、所要時間は約13時間となる。
太平洋・オセアニア地域へは、日本航空がホノルル線を運航するほか、日本政府とのオープンスカイ協定に基づく以遠権を利用してユナイテッド航空がグアム線を運航している。
国際線出発にかかる旅客施設使用料は2,570円である。また、COVID-19の世界的流行や2022年ロシアのウクライナ侵攻の影響により、多くの便が再開していない。また、日本の大手航空会社の1社である全日本空輸は、当空港を発着する国際線を現在運航していない。

#### 第1ターミナル
| 航空会社                         | 就航地                                                       |
| -------------------------------- | ------------------------------------------------------------ |
| 日本航空(JL)(OW)                 | 【東アジア】 天津、台北/桃園（季節運航） 【太平洋】 ホノルル |
| Peach Aviation(MM)★              | 台北/桃園、ソウル/金浦                                       |
| 大韓航空(KE)(ST)                 | ソウル/仁川、釜山                                            |
| アシアナ航空(OZ)(SA)             | ソウル/仁川                                                  |
| ジンエアー(LJ)★                  | ソウル/仁川、釜山                                            |
| エアロK(RF)★                     | 清州                                                         |
| チャイナエアライン(CI)(ST)       | 台北/桃園                                                    |
| スターラックス航空(JX)           | 台北/桃園                                                    |
| 中国国際航空(CA)(SA)             | 北京/首都、上海/浦東                                         |
| 中国東方航空(MU)(ST)             | 上海/浦東、煙台、西安、蘭州（上海/浦東経由）                 |
| 中国南方航空(CZ)                 | 大連、広州（2025年8月31日をもって運休予定）                  |
| 上海航空 (FM)(ST)                | 上海/浦東                                                    |
| 吉祥航空(HO)(SA)                 | 上海/浦東、南京                                              |
| 深圳航空(ZH)(SA)                 | 深圳（2025年8月17日をもって運休予定）、運城                  |
| 厦門航空 (MF)(ST)                | 杭州、福州                                                   |
| 青島航空 (QW)                    | 青島                                                         |
| 天津航空 (GS)                    | 天津                                                         |
| キャセイパシフィック航空(CX)(OW) | 台北/桃園、香港（CX530/531は台北/桃園経由）                  |
| フィリピン航空(PR)               | マニラ                                                       |
| ベトナム航空(VN)(ST)             | ハノイ、ホーチミンシティ                                     |
| ベトジェットエア(VJ)★            | ハノイ、ホーチミンシティ                                     |
| タイ国際航空(TG)(SA)             | バンコク/スワンナプーム                                      |
| タイ・エアアジア X(XJ)★          | バンコク/ドンムアン                                          |
| タイ・ライオン・エア(SL)★        | 台北/桃園、バンコク/ドンムアン（台北/桃園経由）              |
| シンガポール航空(SQ)(SA)         | シンガポール                                                 |
| フィンエアー(AY)(OW)             | ヘルシンキ（季節運航）                                       |
| ユナイテッド航空(UA)(SA)         | グアム                                                       |

#### 第2ターミナル
| 航空会社                  | 就航地                                    |
| ------------------------- | ----------------------------------------- |
| チェジュ航空(7C)★         | ソウル/仁川                               |
| タイガーエア台湾(IT)★     | 台北/桃園、高雄、台中（定期チャーター便） |
| 春秋航空(9C)★             | 上海/浦東                                 |
| 香港エクスプレス航空(UO)★ | 香港                                      |
| セブパシフィック航空(5J)★ | マニラ                                    |

### 貨物便
貨物便は週52便（2023年夏冬ダイヤ）、貨物取扱量(2015年度)は、186,793t（国際：161,055t、国内：25,738t）と国際貨物取扱高は、国内第5位となっている。また、毎年4月頃に、三重県の鈴鹿サーキットで開催されるF1日本GPに参戦するマシンを運ぶチャーター便が複数飛来する。
| 航空会社                       | 就航地 |
| ------------------------------ | --- |
| 日本航空(JL)                   | 【日本】 東京/成田（到着便） 【東アジア】 ソウル/仁川（出発便）、上海/浦東（出発便）、台北/桃園（到着便） |
| アトラス航空 (5Y)              | 鄂州、ホノルル、アンカレッジ |
| カリッタ・エア(K4)             | ソウル/仁川、東京/成田、シンシナティ |
| チャイナエアライン・カーゴ(CI) | 台北/桃園、サンフランシスコ（到着便）、ロサンゼルス（サンフランシスコ経由到着便）、シカゴ(出発便) |
| エア・ホンコン(LD)             | 香港 |
| カタール航空(QR)               | マカオ（到着便）、シンガポール、ロサンゼルス、シカゴ（到着便）、メキシコシティ |
| DHLエアUK(D0)                  | イーストミッドランズ、シンシナティ、香港 |
| シンガポール航空カーゴ (SQ)    | 【東アジア】 台北/桃園（到着便） 【東南アジア】 シンガポール 【北米】 シンシナティ（出発便）、ロサンゼルス（出発便） 【太平洋】 ホノルル（シンシナティ経由出発便） 【オセアニア】 シドニー（シンシナティ、ホノルル経由出発便） |
| 山東航空（SC）                 | 青島 |

また当空港にはドリームリフター、ナショナル・エア・カーゴ、ウクライナのアントーノフ・エアラインズのAn-124が不定期に飛来している。過去にはAn-225などが飛来した。

### 就航都市
国内線
- 北海道 : 札幌/新千歳、函館、女満別★、旭川★、釧路★、帯広★
- 東北 : 秋田、仙台
- 関東 : 東京/羽田、東京/成田
- 北信越 : 新潟※
- 中国 : 出雲※
- 四国 : 松山、高知※
- 九州 : 福岡※、長崎、大分、宮崎、鹿児島
- 沖縄 : 沖縄/那覇、宮古/宮古島、石垣

★は季節運航便
※は小牧空港便もあり
国際線
- 東アジア
  -  台湾 : 台北/桃園、高雄、台中（定期チャーター便）
  -  中華人民共和国 : 北京/首都、上海/浦東、大連、天津、南京、深圳（2025年8月17日をもって運休予定）、煙台、杭州、広州（2025年8月31日をもって運休予定）、西安、福州、青島、運城、蘭州（上海/浦東経由）
  -  大韓民国 : ソウル/仁川、ソウル/金浦、釜山、清州
  -  香港 : 香港
- 東南アジア
  -  フィリピン : マニラ
  -  ベトナム : ハノイ、ホーチミンシティ
  -  タイ : バンコク/スワンナプーム、バンコク/ドンムアン
  -  シンガポール : シンガポール
- ヨーロッパ
  -  フィンランド : ヘルシンキ（季節運航）
- 太平洋・ハワイ
  -  グアム : グアム
  -  アメリカ合衆国 : ホノルル

貨物便
- 東アジア
  -  日本 : 東京/成田
  -  台湾 : 台北/桃園
  -  大韓民国 : ソウル/仁川
  -  中華人民共和国 : 上海/浦東、青島、鄂州
  -  香港 : 香港
  -  マカオ：マカオ（到着便）
- 東南アジア
  -  シンガポール : シンガポール
- 北米
  -  アメリカ合衆国 : サンフランシスコ（到着便）、ロサンゼルス、シカゴ/オヘア、シンシナティ、アンカレッジ（香港経由）、ニューヨーク/EWR（香港、アンカレッジ経由）
  -  メキシコ：メキシコシティ
- ヨーロッパ
  -  イギリス :  イーストミッドランズ
- 太平洋・オセアニア
  -  アメリカ合衆国：ホノルル（シンシナティ経由出発便）
  -  オーストラリア：シドニー（シンシナティ、ホノルル経由出発便）

### 今後の運航計画
就航開始・運航再開予定、増減便・運休予定
各航空会社の就航地に記載
就航計画
- エアプレミア：2027年までには15機体制以上とし、日本路線は大阪/関西・名古屋/中部・福岡線を開設を検討[159]。

- リアリークール航空：タイの新エアラインであるリアリークール航空は、成田線に続き、中部国際空港にも就航することを検討。早ければ2023年12月にもチャーター運航を開始予定。現時点では、定期便の就航は2024年第2四半期頃の予定[160]。
- タイ・エアアジア：タイの格安航空会社(LCC)で、ドンムアン空港を拠点とするタイ・エアアジアは名古屋/中部・広島線の開設を検討[161]。

## 運休・廃止路線

### 撤退・休廃止の航空会社・目的地

#### 国内線
| 航空会社                               | 就航地                                         |
| -------------------------------------- | ---------------------------------------------- |
| 日本航空 (JAL)                         | 青森、花巻、福岡                               |
| 日本トランスオーシャン航空 (JTA)       | 宮古/宮古島、石垣                              |
| JALエクスプレス (JEX)                  | 仙台、長崎、熊本、鹿児島                       |
| ジェットスター・ジャパン (JJP)         | 東京/成田、熊本                                |
| 全日本空輸 (ANA)                       | 稚内、秋田、福島、鳥取、米子、徳島、新潟、熊本 |
| エアアジア・ジャパン(2011-2013) (WAJ)  | 札幌/新千歳、福岡                              |
| エアアジア・ジャパン(2014-2020)（WAJ） | 札幌/新千歳、仙台、福岡                        |
| スカイマーク (SKY)                     | 東京/羽田、茨城                                |
| Peach Aviation(APJ)                    | 石垣                                           |

#### 国際線
| 航空会社                              | 就航地 |
| ------------------------------------- | --- |
| 日本航空 (JL)                         | ソウル/仁川、釜山、上海/浦東、北京/首都、広州、マニラ、バンコク/スワンナプーム、グアム、パリ/シャルル・ド・ゴール |
| 全日本空輸 (NH)                       | ソウル/仁川、上海/浦東、広州、天津、台北/桃園                                                                     |
| ジェットスター・ジャパン（GK）        | 台北/桃園、マニラ                                                                                                 |
| エアアジア・ジャパン(2011-2013) (JW)  | ソウル/仁川 |
| エアアジア・ジャパン(2014-2020) (DJ)  | 台北/桃園 |
| 大韓航空 (KE)                         | 済州 |
| チェジュ航空 (7C)                     | ソウル/金浦、釜山                                                                                                 |
| ティーウェイ航空 (TW)                 | 済州、グアム |
| 中国東方航空 (MU)                     | 南京、長沙、昆明、合肥、重慶、太原                                                                                |
| 中国南方航空 (CZ)                     | 上海/浦東、深圳、ハルビン、瀋陽                                                                                   |
| 春秋航空 (9C)                         | 大連、貴陽、合肥、ハルビン、石家荘、フフホト、常州、銀川                                                          |
| 雲南祥鵬航空 (8L)                     | 長沙、昆明、徐州                                                                                                  |
| 深圳航空 (ZH)                         | 南通、西安 |
| 吉祥航空 (HO)                         | 福州、廈門、北京/大興                                                                                             |
| 香港航空(HX)                          | 香港 |
| チャイナエアライン (CI)               | 高雄 |
| Vエア (ZV)                            | 台北/桃園 |
| マレーシア航空 (MH)                   | クアラルンプール                                                                                                  |
| バティック・エア・マレーシア (OD)     | 台北/桃園、高雄、クアラルンプール（台北/桃園または高雄経由）                                                      |
| エアアジア X (D7)                     | クアラルンプール                                                                                                  |
| ガルーダ・インドネシア航空 (GA)       | ジャカルタ、デンパサール                                                                                          |
| タイ・エアアジア X (XJ)               | バンコク/スワンナプーム                                                                                           |
| エミレーツ航空 (EK)                   | ドバイ |
| コンチネンタル航空 (CO)               | グアム |
| アメリカン航空 (AA)                   | シカゴ/オヘア |
| ノースウエスト航空 (NW)               | デトロイト、サイパン、マニラ                                                                                      |
| ユナイテッド航空 (UA)                 | サンフランシスコ、台北/桃園                                                                                       |
| デルタ航空 (DL)(ST)                   | 東京/成田、サイパン、マニラ、グアム、 デトロイト                                                                  |
| フライ・ミクロネシア (5K)             | サイパン |
| コンチネンタル・ミクロネシア航空 (CS) | ホノルル、グアム                                                                                                  |
| エア・カナダ (AC)                     | トロント、バンクーバー                                                                                            |
| オーストラリア航空 (AO)               | ケアンズ |
| カンタス航空 (QF)                     | ケアンズ |
| ジェットスター航空 (JQ)               | ケアンズ |
| ニュージーランド航空 (NZ)             | オークランド、クライストチャーチ                                                                                  |

#### 貨物便
| 航空会社                              | 就航地 |
| ------------------------------------- | --- |
| JALカーゴ (JL)                        | 東京/成田、ソウル/仁川、天津、香港、台北/桃園、バンコク/スワンナプーム、ニューヨーク/ジョン・F・ケネディ、ロサンゼルス、シカゴ/オヘア、アトランタ、アンカレッジ     |
| ANA&JPエクスプレス (9N)               | 東京/成田、佐賀、ソウル/仁川、大連、青島、廈門、天津、香港、台北/桃園、バンコク/スワンナプーム、シカゴ/オヘア、アンカレッジ                                         |
| 全日本空輸 (NH)                       | 東京/成田（到着便）、沖縄/那覇（出発便） |
| 日本貨物航空 (KZ)                     | 東京/成田、上海/浦東、香港、バンコク/スワンナプーム、ニューヨーク/ジョン・F・ケネディ、ロサンゼルス、シカゴ/オヘア、アンカレッジ、アムステルダム、ミラノ/マルペンサ |
| 大韓航空カーゴ (KE)                   | ソウル/仁川、ロサンゼルス |
| アシアナ航空カーゴ (OZ)               | ソウル/仁川、シカゴ/オヘア（到着便のみ） |
| 中国貨運航空 (CK)                     | 上海/浦東 |
| 揚子江快運航空 (Y8)                   | 上海/浦東 |
| シンガポール航空カーゴ (SQ)           | ニューヨーク/ジョン・F・ケネディ |
| トランスマイル航空 (TH)               | クアラルンプール |
| ユナイテッド・パーセル・サービス (5X) | 上海/浦東、ルイビル、アンカレッジ |
| フェデックス・エクスプレス (FX)       | 東京/成田、ソウル/仁川、上海/浦東、サンフランシスコ、アンカレッジ、フランクフルト、アルマトイ                                                                       |
| エバーグリーン国際航空 (EZ)           | 香港、アンカレッジ、コロンバス |
| ポーラーエアカーゴ(PO)                | ソウル/仁川、東京/成田、シンシナティ、 上海/浦東、台北/桃園（到着便）                                                                                               |
| カリッタ・エア(K4)                    | 香港（到着便）、シンシナティ、ロサンゼルス、アンカレッジ（香港経由）、ニューヨーク（香港、アンカレッジ経由）                                                        |
| エアブリッジ・カーゴ (RU)             | 香港、フランクフルト、モスクワ/シェレメーチエヴォ、クラスノヤルスク                                                                                                 |
| ルフトハンザ・カーゴ (LH)             | フランクフルト、ヨーテボリ、モスクワ/シェレメーチエヴォ、アスタナ                                                                                                   |

など

### 再開時期未定の就航路線（旅客便）
新型コロナウイルスの影響とロシアのウクライナ侵攻でのロシア領空閉鎖の影響により2019年度冬期スケジュールを最後に長期運休となっている路線（特に断りのない限りは国際線）を以下に示す。なお、既に運航再開が発表されている路線や、現存しない航空会社によって運航されていた路線は記載していない。
| 航空会社                       | 就航地                                                   |
| ------------------------------ | -------------------------------------------------------- |
| 全日本空輸(NH)(SA)             | （国際線）上海/浦東、香港                                |
| スターフライヤー(7G)           | （国際線）台北/桃園                                      |
| スカイマーク(BC)               | （国内線）東京/成田                                      |
| ジェットスター・ジャパン(GK)★  | （国内線）札幌/新千歳、鹿児島                            |
| ティーウェイ航空(TW)★          | ソウル/仁川                                              |
| エアプサン(BX)★                | 釜山                                                     |
| エバー航空(BR)(SA)             | 台北/桃園                                                |
| 中国東方航空(MU)(ST)           | 北京/首都、青島、武漢（上海/浦東経由）、成都（青島経由） |
| 中国南方航空(CZ)               | 長春、長沙、武漢                                         |
| 春秋航空(9C)★                  | 寧波、深圳                                               |
| 吉祥航空(HO)(SA)               | 無錫                                                     |
| 深圳航空(ZH)(SA)               | 無錫、南通                                               |
| 上海航空(FM)(ST)               | 広州、温州                                               |
| 山東航空(SC)                   | 青島、済南                                               |
| 長竜航空(GJ)                   | 西安、杭州                                               |
| ウルムチ航空(UQ)★              | 武漢、済南、ウルムチ（武漢 週3・済南 週4経由）           |
| フィリピン航空(PR)             | セブ                                                     |
| ルフトハンザドイツ航空(LH)(SA) | フランクフルト                                           |
| エティハド航空(EY)             | 北京/首都、アブダビ（北京/首都経由）                     |
| デルタ航空(DL)(ST)             | ホノルル                                                 |

## 対外関係

### 海外姉妹空港提携
| 空港名           | 国名･地域名          | 提携年月日                                  |
| ---------------- | -------------------- | ------------------------------------------- |
| ミュンヘン空港   | ドイツバイエルン州   | 2005年2月14日ミュンヘン空港と姉妹空港締結   |
| ベトナム空港公社 | ベトナムホーチミン市 | 2024年3月10日ベトナム空港公社と姉妹空港締結 |

### 海外友好空港提携
| 空港名                   | 国名･地域名                | 提携年月日                                           |
| ------------------------ | -------------------------- | ---------------------------------------------------- |
| ペインフィールド空港     | アメリカ合衆国ワシントン州 | 2015年4月14日ペインフィールド空港と友好空港締結      |
| 台中国際空港             | 台湾台中市                 | 2017年4月6日台中国際空港と友好空港締結               |
| シアトル・タコマ国際空港 | アメリカ合衆国ワシントン州 | 2018年10月11日シアトル・タコマ国際空港と友好空港締結 |
| ダナン国際空港           | ベトナム南中部             | 2019年2月20日ダナン国際空港と友好空港締結            |

## 国際評価
中部国際空港の外部調査団体による国際空港評価は、以下の通り。
- スカイトラックス（SKYTRAX）：この航空業界の調査会社（本社：イギリス）は、世界の空港を対象とした顧客サービスに関する国際空港評価結果を毎年公表している[170]。
  - 「5 Star Airports」（Regional Airport）[11]
  - 「The World Airport Awards」[171]
    - 2015年：7位[172]
    - 2016年：6位[173]
    - 「The World's Best Regional Airports」
      - 2015年 - 2023年：1位（9年連続）

    - 「Best Regional Airports in Asia」
      - 2011年 - 2023年：1位（13年連続）

    - 「Best Low-Cost Airline Terminals」
      - 2023年：1位

出典：
- 国際空港評議会（Airports Council International）：この国際空港の管理者団体（本部：カナダ）は、国際空港評価「Airport Service Quality（ASQ）」ランキングを毎年公表している。
  - 「Airport Service Quality（ASQ）Awards」 - 「規模別最優秀空港賞（BEST AIRPORT BY SIZE）」（年間乗客数500万人から1500万人規模カテゴリーにおいて）[175]
    - 2005年 - 2008年：1位
    - 2009年：4位
    - 2010年：2位
    - 2011年 - 2012年：1位[176]

  - 「エクセレントエアポート（Director General's Roll of Excellence）」賞
    - 2011年：受賞・・・「Airport Service Quality」（ASQ）プログラムに参加する世界227空港（当時）のうち、「顧客サービスの特に優れた空港」として選出された世界14空港の1つとして受賞。国内においては唯一である。[177][178]。
- 英航空データ分析会社シリウム(CIRIUM)：この航空業界のデータ会社（本社：イギリス）は、世界の空港の定時発着率をはじめとした航空業界のあらゆるデータを提供している。
  - 「The On-Time Performance Awards 2022」-「中規模空港部門」
    - 2022年：世界1位[179]

## 地上交通

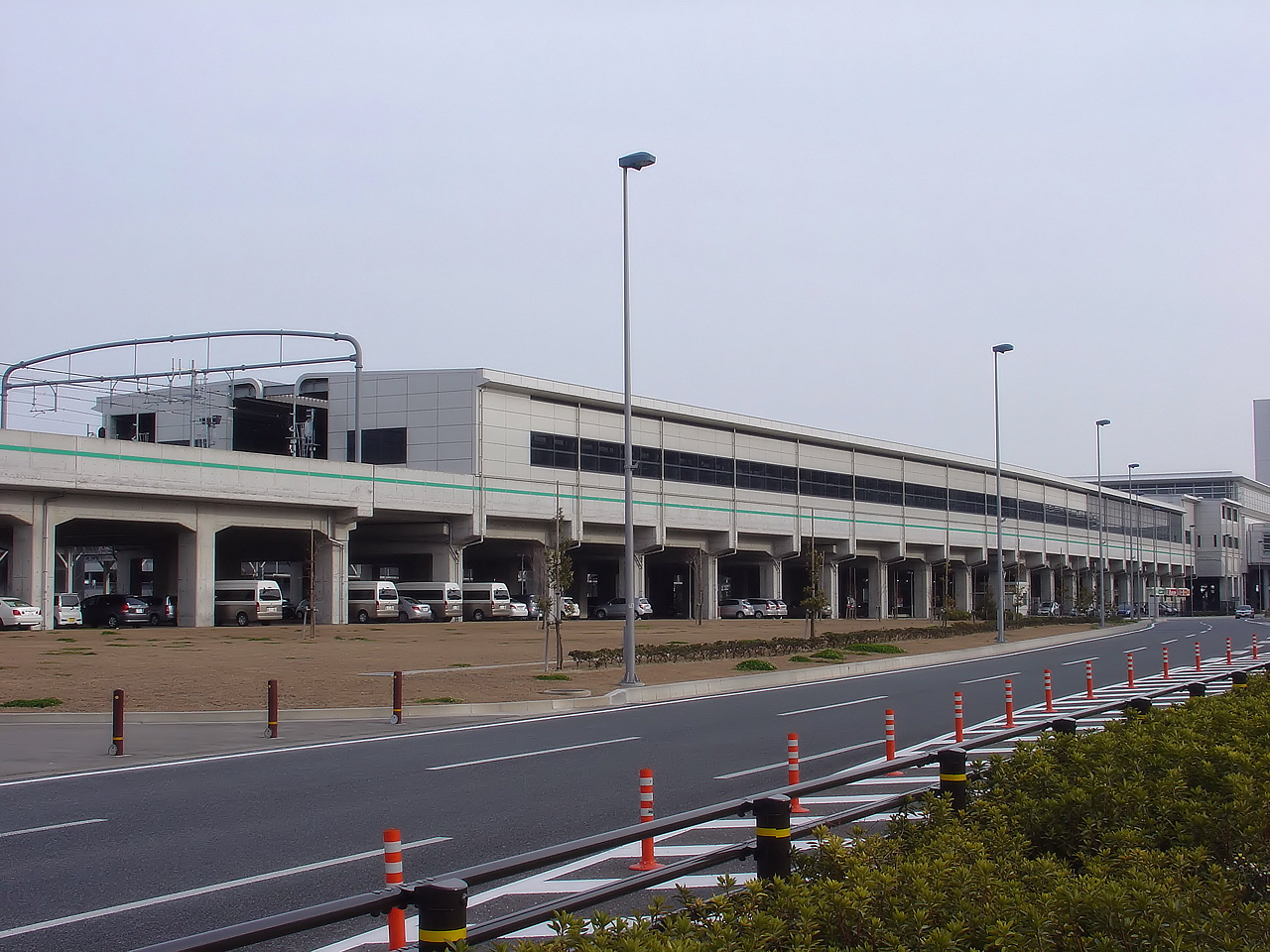
中部国際空港駅

中部国際空港（空港島）への地上アクセスは、道路橋のセントレア大橋(全長：1,414m) または、鉄道橋の中部国際空港連絡鉄道橋 (全長：1,076m)を利用する。中部国際空港から名古屋市まで自動車で約40kmで約40分かかる。名古屋鉄道線を利用した場合は、名鉄名古屋駅との所要時間は最速29分である。

### 鉄道
空港連絡鉄道は第三種鉄道事業者の中部国際空港連絡鉄道が保有し、名鉄がこれを借り受け、運送を行っている。
名鉄空港線
第1ターミナル直結の中部国際空港駅から、名古屋市の名鉄名古屋駅、犬山市の犬山駅、岐阜県岐阜市の名鉄岐阜駅などへ直通運転。なお、知立・東岡崎・豊川稲荷・豊橋方面はすべて神宮前駅にて乗換。
東海旅客鉄道（JR東海）武豊線の乗り入れを要望する意見もあるが、実現に向けた動きはない。（「武豊線」も参照）

### バス
第1ターミナル・第2ターミナルの双方のバス停に停車する路線と、第1ターミナルのバス停のみに停車する路線が存在する。
空港島内バス
知多乗合（知多バス）による、「空港貨物地区循環線」（運行系統：A循環、B循環、C循環）の定期運行がある。
2023年5月から第1・第2ターミナル間連絡の循環バスを運行しているが、2024年1月に三菱UFJフィナンシャル・グループの5社から寄付により、同月30日からMUFGデザインのトヨタ・SORAを導入し運行を開始している。

シャトルバス
中部国際空港と「イオンモール常滑」（空港島対岸部）を結ぶ「イオンモール常滑無料シャトルバス」が毎日運行されている。所要時間は約15分。2024年3月末に廃止予定

空港バス
5つの会社により、愛知県（名古屋市内、愛知東部（三河）、常滑・半田）、三重県、静岡県、京都府各方面に向かうバスが運航されている。
名鉄バス
- 名古屋市内中心部方面（セントレアリムジン：名古屋駅（名鉄バスセンター）・伏見・栄）
- 名古屋市内東部方面（藤が丘）
- 西三河方面（豊田市駅）
- 飛騨方面（高山濃飛バスセンター）

名古屋バス（エアポートライナー）
- 名古屋市内方面（名古屋駅太閤通口、ビックカメラ前）・・・深夜早朝バス

知多バス
- 常滑・半田方面（知多半田駅）
- 西三河方面（知立駅）

三重交通
- 三重方面
  - 桑名駅前（金城ふ頭駅（レゴランド・ジャパン方面）～長島温泉経由あり
    - 2024年4月より、三重交通が運行している、四日市・中部国際空港線は、2024年3月31日をもって利用者減少等により、運行終了、桑名・中部国際空港線は、こちらも利用者減少等により、運行をとりやめている。）

遠鉄バス（空港直行バス「e-wing」）
- 東三河・遠州方面（東名音羽、東名豊川、東名三ヶ日、浜松西インター、浜松駅、磐田インター、東名袋井、掛川インター）

### 航路
現在運航中の航路
津エアポートライン（津ベルライン）：津なぎさまち（津市）要予約
- 津なぎさまちにて伊勢・鳥羽方面への特急バスに接続あり。

かつて運航されていた航路
松阪高速船（松阪ベルライン）：松阪港
- 経営難により2009年8月31日限りで休止。翌9月1日より、津エアポートライン・松阪航路として運航していたが、2016年12月19日運航廃止。

四日市エアポートライン : 四日市浜園旅客ターミナル（四日市市）
- 2008年10月4日限りで廃止。

NPO法人「神社みなとまち再生グループ」 : 神社港（伊勢市）
- 2005年より夏期の土日祝日に運航したが、2007年以降は運航はない。

構想されていた航路
お伊勢サンライン（通称）: 宇治山田港（伊勢市）
- 2008年4月20日より就航予定であったが、運航予定会社のセラヴィ観光汽船が同路線での運航から撤退した。

### 自動車
有料道路
中部国際空港連絡道路（セントレアライン）
- 最寄IC：セントレア東インターチェンジ

タクシー
名鉄知多タクシー・安全タクシー・知多つばめタクシー・鯱第一交通の4社によって構成されている中部国際空港構内タクシー営業会の加盟会社のタクシーが乗り入れている。

定額タクシー
2015年3月現在は、フジタクシー、三重近鉄タクシー（三重県各所行き）、つばめタクシー、名古屋MKグループと遠鉄交通（静岡県各所行き）などが空港からの定額タクシーを運行している。

貸切予約リムジン
つばめタクシーが、グループ向けにジャンボタクシー1台（定員9名）の貸切運行を行っている（要事前予約）。

乗合いタクシー（運行終了）
中部国際空港〜長野県方面（松本・塩尻・岡谷・諏訪・茅野・伊那・駒ヶ根・飯田）間には、アルピコタクシーが空港線乗合いタクシーとして運行していたが、諸経費高騰や利用者様の減少等による収支状況の悪化により2019年5月末にて運航を終了した。

レンタカー
- トヨタレンタリース 中部国際空港店
- ニッポンレンタカー 中部国際空港営業所
- タイムズカーレンタル 中部国際空港
- オリックスレンタカー 中部国際空港カウンター
- 日産レンタカー 中部国際空港

レンタルバイク
- Rental819 中部国際空港店

### 徒歩・自転車・原付
中部国際空港連絡道路（セントレア大橋）は自動車専用道路であり、歩行者・軽車両・125cc以下の二輪車は通行できない。

## オリジナルキャラクター
空港のオリジナルキャラクターとしてアランジアロンゾがデザインした「セントレアフレンズ」が設定されている。当初は「なぞの旅人フー」「なぞの荷物持ち」「なぞのトリ」が発表され、2005年1月17日にどうぶつたち（いぬくん、ねこちゃん、かもめちゃん）、くもくんたち（クラウズ）（くもくん、くろくもくん）、ひこーきなかま（プレインズ）（ひこーきくん、ジェットくん）が追加発表された。なお「なぞの旅人フー」は開港前の2003年10月に名前が一般公募され決まった。
衣類、玩具、お土産品、お菓子などセントレアフレンズのキャラクターグッズも多く販売されているほか、フーを中心にしたダンスやイベントが開催されるなど多方面に展開している。

## イメージソング
| リリース日    | 楽曲名       | 収録                              |
| ------------- | ------------ | --------------------------------- |
| 2016年1月13日 | 翼があるなら | 八神純子アルバム「There you are」 |

## 中部国際空港が登場する作品

### テレビ
- 『恋するハエ女』（NHK総合）[209][210]
- 『TOKYOエアポート〜東京空港管制保安部〜』（フジテレビ）
- 『リバウンド』（日本テレビ）
- 『外交官 黒田康作』（フジテレビ）
- 『警視庁失踪人捜査課』（テレビ朝日）
- 『アナザースカイ』（日本テレビ）
- 『ROMES/空港防御システム』（NHK総合）
- 『ミス・パイロット』（フジテレビ）
- 『さよならマエストロ』（TBS）

など

### 映画
- 『20世紀少年 (映画)』
- 『藁の楯』
- 『外事警察その男に騙されるな』
- 『ごくせん THE MOVIE』
- 『チーム・バチスタの栄光』
- 『MW-ムウ-』

など

### ゲーム
- ぼくは航空管制官シリーズ

## テレビ番組
- 日経スペシャル ガイアの夜明け 巨大空港の改革者たち 〜トヨタ式VS松下式〜（2005年2月15日、テレビ東京）[211]。